# Séries éliminatoires de la Coupe Stanley 2019
Année précédente Année suivante
Les séries éliminatoires de la Coupe Stanley 2019 sont la partie finale de la saison de hockey sur glace de la Ligue nationale de hockey et font suite à la saison régulière 2018-2019.
Pour l'association de l'Est, le premier tour des séries oppose le Lightning de Tampa Bay, champion de la saison régulière, aux Blue Jackets de Columbus, les Bruins de Boston aux Maple Leafs de Toronto, les Capitals de Washington, champions en titre, aux Hurricanes de la Caroline et les Islanders de New York aux Penguins de Pittsburgh. 
Dans l'association de l'Ouest, les Predators de Nashville sont opposés aux Stars de Dallas, les Jets de Winnipeg aux Blues de Saint-Louis, les Flames de Calgary à l'Avalanche du Colorado et les Sharks de San José aux Golden Knights de Vegas.

## Contexte et déroulement des séries
Les trois meilleures équipes de chaque division sont qualifiées ainsi que les équipes classées aux 7e et 8e places de chaque association, sans distinction de division. La meilleure équipe de chaque association rencontre la 8e et la première équipe de l'autre division rencontre la 7e. Les équipes classées aux 2e et 3e places de chaque division se rencontrent dans la partie de tableau où se situe le champion de leur division. Toutes les séries sont jouées au meilleur des sept matchs (la première équipe qui gagne quatre rencontres remporte la série). Les deux premiers matchs sont joués chez l'équipe la mieux classée à l'issue de la saison puis les deux suivants sont joués chez l'autre équipe. Si une cinquième, une sixième voire une septième rencontre sont nécessaires, elles sont jouées alternativement chez les deux équipes en commençant par la mieux classée.

## Tableau récapitulatif
|  | Quarts de finale d'association | Quarts de finale d'association | Quarts de finale d'association | Quarts de finale d'association |    |             | Demi-finales d'association | Demi-finales d'association | Demi-finales d'association | Demi-finales d'association |  |  | Finales d'association | Finales d'association | Finales d'association | Finales d'association |  |  | Finale de la Coupe Stanley | Finale de la Coupe Stanley | Finale de la Coupe Stanley | Finale de la Coupe Stanley |
|  |                                |                                |                                |                                |    |             |                            |                            |                            |                            |  |  |                       |                       |                       |                       |  |  |                            |                            |                            |                            |
|  |                                |                                |                                |                                |    |             |                            |                            |                            |                            |  |  |                       |                       |                       |                       |  |  |                            |                            |                            |                            |
|  | A1                             | Tampa Bay                      | 0                              | 0                              |    |             |                            |                            |                            |                            |  |  |                       |                       |                       |                       |  |  |                            |                            |                            |                            |
|  | A1                             | Tampa Bay                      | 0                              | 0                              |    |             |                            |                            |                            |                            |  |  |                       |                       |                       |                       |  |  |                            |                            |                            |                            |
|  | E8                             | Columbus                       | 4                              | 4                              |    |             |                            |                            |                            |                            |  |  |                       |                       |                       |                       |  |  |                            |                            |                            |                            |
|  | E8                             | Columbus                       | 4                              | 4                              | E8 | Columbus    | 2                          | 2                          |                            |                            |  |  |                       |                       |                       |                       |  |  |                            |                            |                            |                            |
|  |                                |                                |                                |                                | E8 | Columbus    | 2                          | 2                          |                            |                            |  |  |                       |                       |                       |                       |  |  |                            |                            |                            |                            |
|  |                                |                                | A2                             | Boston                         | 4  | 4           |                            |                            |                            |                            |  |  |                       |                       |                       |                       |  |  |                            |                            |                            |                            |
|  | A2                             | Boston                         | A2                             | Boston                         | 4  | 4           | 4                          | 4                          |                            |                            |  |  |                       |                       |                       |                       |  |  |                            |                            |                            |                            |
|  | A2                             | Boston                         |                                |                                |    |             |                            | 4                          |                            |                            |  |  |                       |                       |                       |                       |  |  |                            |                            |                            |                            |
|  | A3                             | Toronto                        | 3                              | 3                              |    |             |                            |                            |                            |                            |  |  |                       |                       |                       |                       |  |  |                            |                            |                            |                            |
|  | A3                             | Toronto                        | 3                              | 3                              | A2 | Boston      | 4                          | 4                          |                            |                            |  |  |                       |                       |                       |                       |  |  |                            |                            |                            |                            |
|  |                                |                                |                                |                                | A2 | Boston      | 4                          | 4                          |                            |                            |  |  |                       |                       |                       |                       |  |  |                            |                            |                            |                            |
|  |                                |                                | E7                             | Caroline                       | 0  | 0           |                            |                            |                            |                            |  |  |                       |                       |                       |                       |  |  |                            |                            |                            |                            |
|  | M1                             | Washington                     | E7                             | Caroline                       | 0  | 0           | 3                          | 3                          |                            |                            |  |  |                       |                       |                       |                       |  |  |                            |                            |                            |                            |
|  | M1                             | Washington                     |                                |                                |    |             |                            | 3                          |                            |                            |  |  |                       |                       |                       |                       |  |  |                            |                            |                            |                            |
|  | E7                             | Caroline                       | 4                              | 4                              |    |             |                            |                            |                            |                            |  |  |                       |                       |                       |                       |  |  |                            |                            |                            |                            |
|  | E7                             | Caroline                       | 4                              | 4                              | E7 | Caroline    | 4                          | 4                          |                            |                            |  |  |                       |                       |                       |                       |  |  |                            |                            |                            |                            |
|  |                                |                                |                                |                                | E7 | Caroline    | 4                          | 4                          |                            |                            |  |  |                       |                       |                       |                       |  |  |                            |                            |                            |                            |
|  |                                |                                | M2                             | New York                       | 0  | 0           |                            |                            |                            |                            |  |  |                       |                       |                       |                       |  |  |                            |                            |                            |                            |
|  | M2                             | New York                       | M2                             | New York                       | 0  | 0           | 4                          | 4                          |                            |                            |  |  |                       |                       |                       |                       |  |  |                            |                            |                            |                            |
|  | M2                             | New York                       |                                |                                |    |             |                            | 4                          |                            |                            |  |  |                       |                       |                       |                       |  |  |                            |                            |                            |                            |
|  | M3                             | Pittsburgh                     | 0                              | 0                              |    |             |                            |                            |                            |                            |  |  |                       |                       |                       |                       |  |  |                            |                            |                            |                            |
|  | M3                             | Pittsburgh                     | 0                              | 0                              | A2 | Boston      | 3                          | 3                          |                            |                            |  |  |                       |                       |                       |                       |  |  |                            |                            |                            |                            |
|  |                                |                                |                                |                                | A2 | Boston      | 3                          | 3                          |                            |                            |  |  |                       |                       |                       |                       |  |  |                            |                            |                            |                            |
|  |                                |                                | C3                             | Saint-Louis                    | 4  | 4           |                            |                            |                            |                            |  |  |                       |                       |                       |                       |  |  |                            |                            |                            |                            |
|  | C1                             | Nashville                      | C3                             | Saint-Louis                    | 4  | 4           | 2                          | 2                          |                            |                            |  |  |                       |                       |                       |                       |  |  |                            |                            |                            |                            |
|  | C1                             | Nashville                      |                                |                                |    |             |                            | 2                          |                            |                            |  |  |                       |                       |                       |                       |  |  |                            |                            |                            |                            |
|  | O7                             | Dallas                         | 4                              | 4                              |    |             |                            |                            |                            |                            |  |  |                       |                       |                       |                       |  |  |                            |                            |                            |                            |
|  | O7                             | Dallas                         | 4                              | 4                              | O7 | Dallas      | 3                          | 3                          |                            |                            |  |  |                       |                       |                       |                       |  |  |                            |                            |                            |                            |
|  |                                |                                |                                |                                | O7 | Dallas      | 3                          | 3                          |                            |                            |  |  |                       |                       |                       |                       |  |  |                            |                            |                            |                            |
|  |                                |                                | C3                             | Saint-Louis                    | 4  | 4           |                            |                            |                            |                            |  |  |                       |                       |                       |                       |  |  |                            |                            |                            |                            |
|  | C2                             | Winnipeg                       | C3                             | Saint-Louis                    | 4  | 4           | 2                          | 2                          |                            |                            |  |  |                       |                       |                       |                       |  |  |                            |                            |                            |                            |
|  | C2                             | Winnipeg                       |                                |                                |    |             |                            | 2                          |                            |                            |  |  |                       |                       |                       |                       |  |  |                            |                            |                            |                            |
|  | C3                             | Saint-Louis                    | 4                              | 4                              |    |             |                            |                            |                            |                            |  |  |                       |                       |                       |                       |  |  |                            |                            |                            |                            |
|  | C3                             | Saint-Louis                    | 4                              | 4                              | C3 | Saint-Louis | 4                          | 4                          |                            |                            |  |  |                       |                       |                       |                       |  |  |                            |                            |                            |                            |
|  |                                |                                |                                |                                | C3 | Saint-Louis | 4                          | 4                          |                            |                            |  |  |                       |                       |                       |                       |  |  |                            |                            |                            |                            |
|  |                                |                                | P2                             | San José                       | 2  | 2           |                            |                            |                            |                            |  |  |                       |                       |                       |                       |  |  |                            |                            |                            |                            |
|  | P1                             | Calgary                        | P2                             | San José                       | 2  | 2           | 1                          | 1                          |                            |                            |  |  |                       |                       |                       |                       |  |  |                            |                            |                            |                            |
|  | P1                             | Calgary                        |                                |                                |    |             |                            | 1                          |                            |                            |  |  |                       |                       |                       |                       |  |  |                            |                            |                            |                            |
|  | O8                             | Colorado                       | 4                              | 4                              |    |             |                            |                            |                            |                            |  |  |                       |                       |                       |                       |  |  |                            |                            |                            |                            |
|  | O8                             | Colorado                       | 4                              | 4                              | O8 | Colorado    | 3                          | 3                          |                            |                            |  |  |                       |                       |                       |                       |  |  |                            |                            |                            |                            |
|  |                                |                                |                                |                                | O8 | Colorado    | 3                          | 3                          |                            |                            |  |  |                       |                       |                       |                       |  |  |                            |                            |                            |                            |
|  |                                |                                | P2                             | San José                       | 4  | 4           |                            |                            |                            |                            |  |  |                       |                       |                       |                       |  |  |                            |                            |                            |                            |
|  | P2                             | San José                       | P2                             | San José                       | 4  | 4           | 4                          | 4                          |                            |                            |  |  |                       |                       |                       |                       |  |  |                            |                            |                            |                            |
|  | P2                             | San José                       |                                |                                |    |             |                            | 4                          |                            |                            |  |  |                       |                       |                       |                       |  |  |                            |                            |                            |                            |
|  | P3                             | Las Vegas                      | 3                              | 3                              |    |             |                            |                            |                            |                            |  |  |                       |                       |                       |                       |  |  |                            |                            |                            |                            |
|  | P3                             | Las Vegas                      | 3                              | 3                              |    |             |                            |                            |                            |                            |  |  |                       |                       |                       |                       |  |  |                            |                            |                            |                            |
|  |                                |                                |                                |                                |    |             |                            |                            |                            |                            |  |  |                       |                       |                       |                       |  |  |                            |                            |                            |                            |

## Détails des matchs

### Quarts de finale d'association

#### Tampa Bay contre Columbus
Le Lightning de Tampa Bay remporte le Trophée des présidents en terminant meilleure équipe de la saison régulière, égalant au passage le record de 62 victoires détenu depuis 1996 par les Red Wings de Détroit. Le Lightning est notamment mené par Nikita Koutcherov qui termine meilleur pointeur de la ligue et remporte le trophée Art-Ross. Avec 128 points, il devient également le meilleur pointeur russe de l'histoire de la LNH, battant Aleksandr Moguilny qui détenait le record depuis 1993. Côté gardiens, Andreï Vassilevski est le gardien de la ligue qui a enregistré le plus grand nombre de victoires. Les Blue Jackets de Columbus se sont qualifiés à la huitième et dernière place de l'association de l'Est. Ils comptent dans leurs rangs Cameron Atkinson qui, avec ses 41 buts, fait partie des cinq joueurs qui ont marqué plus de 20 buts dans la saison. Le gardien Sergueï Bobrovski termine quant à lui avec 37 victoires, seulement deux de moins que Vassilevski. Lors de la saison régulière, les deux équipes se sont rencontrées à trois reprises, le Lightning surclassant les Blue Jackets 17 buts à 3 pour trois victoires.
| 10 avril | Tampa Bay | 3-4 (3-0, 0-1, 0-3) | Columbus | Amalie Arena 19 092 spectateurs |

| Feuille de match | Feuille de match                                                                                          | Feuille de match            | Feuille de match | Feuille de match                                                    |
| ---------------- | --- | --------------------------- | --- | ------------------------------------------------------------------- |
|                  | Killorn — 4 min 12 s (IN) Cirelli (Černák, Miller) — 11 min 1 s Gourde (Sergatchiov, Rutta) — 17 min 50 s | 1-0 2-0 3-0 3-1 3-2 3-3 3-4 | Foligno (Anderson) — 29 min 15 s Savard — 47 min 56 s Anderson (Jenner) — 51 min 54 s (IN) Jones (Panarine, Werenski) — 54 min 5 s (SN) | Arbitrage : Marc Joannette, Jon McIsaac Pierre Racicot, Trent Knorr |
| Vassilevski      | Gardiens                                                                                                  | Bobrovski                   | | Arbitrage : Marc Joannette, Jon McIsaac Pierre Racicot, Trent Knorr |
| 6 min            | Pénalités                                                                                                 | 8 min                       | | Arbitrage : Marc Joannette, Jon McIsaac Pierre Racicot, Trent Knorr |
| 29               | Tirs | 26                          | | Arbitrage : Marc Joannette, Jon McIsaac Pierre Racicot, Trent Knorr |

| 12 avril | Tampa Bay | 1-5 (0-2, 0-1, 1-2) | Columbus | Amalie Arena 19 092 spectateurs |

| Feuille de match | Feuille de match                      | Feuille de match        | Feuille de match | Feuille de match                                                    |
| ---------------- | ------------------------------------- | ----------------------- | --- | ------------------------------------------------------------------- |
|                  | Sergatchiov (Miller, Černák) — 25 min | 0-1 0-2 0-3 1-3 1-4 1-5 | Atkinson (Duchene) — 5 min 15 s Werenski (Duchene) — 11 min 44 s (SN) Duchene (Panarine, Werenski) — 21 min 28 s (SN) Nash (Jenner) — 49 min 6 s Panarine (Duchene, Bjorkstrand) — 52 min 15 s | Arbitrage : Francis Charron, Gord Dwyer Trent Knorr, Pierre Racicot |
| Vassilevski      | Gardiens                              | Bobrovski               | | Arbitrage : Francis Charron, Gord Dwyer Trent Knorr, Pierre Racicot |
| 38 min           | Pénalités                             | 21 min                  | | Arbitrage : Francis Charron, Gord Dwyer Trent Knorr, Pierre Racicot |
| 24               | Tirs                                  | 27                      | | Arbitrage : Francis Charron, Gord Dwyer Trent Knorr, Pierre Racicot |

| 14 avril | Columbus | 3-1 (0-0, 2-0, 1-1) | Tampa Bay | Nationwide Arena 19 224 spectateurs |

| Feuille de match | Feuille de match | Feuille de match | Feuille de match                      | Feuille de match                                                   |
| ---------------- | --- | ---------------- | ------------------------------------- | ------------------------------------------------------------------ |
|                  | Duchene (Atkinson, Werenski) — 21 min 44 s Bjorkstrand (Jones, Texier) — 28 min 25 s (SN) Atkinson (Panarine, Harrington) — 59 min (CV) | 1-0 2-0 2-1 3-1  | Palát (Černák, Johnson) — 44 min 40 s | Arbitrage : Wes McCauley, Brian Pochmara Andrew Smith, Derek Amell |
| Bobrovski        | Gardiens | Vassilevski      |                                       | Arbitrage : Wes McCauley, Brian Pochmara Andrew Smith, Derek Amell |
| 4 min            | Pénalités | 8 min            |                                       | Arbitrage : Wes McCauley, Brian Pochmara Andrew Smith, Derek Amell |
| 30               | Tirs | 31               |                                       | Arbitrage : Wes McCauley, Brian Pochmara Andrew Smith, Derek Amell |

| 16 avril | Columbus | 7-3 (2-1, 2-2, 3-0) | Tampa Bay | Nationwide Arena 19 328 spectateurs |

| Feuille de match | Feuille de match | Feuille de match                        | Feuille de match | Feuille de match                                                   |
| ---------------- | --- | --------------------------------------- | --- | ------------------------------------------------------------------ |
|                  | Texier (Jones, Dubois) — 2 min 26 s (SN) Dubois (Bjorkstrand, Clendening) — 3 min 48 s Jones (Atkinson, Duchene) — 26 min 28 s Bjorkstrand (Harrington, Dubois) — 38 min 46 s Panarine — 58 min 7 s (CV) Texier (Werenski, Foligno) — 58 min 26 s (CV) Duchene (Savard, Harrington) — 59 min 51 s (CV) | 1-0 2-0 2-1 3-1 3-2 3-3 4-3 5-3 6-3 7-3 | Stamkos (Koutcherov, Cirelli) — 8 min 44 s Paquette (Coburn, Rutta) — 33 min 3 s Point (Stamkos, Koutcherov) — 37 min 52 s (SN) | Arbitrage : Chris Lee, Kelly Sutherland Steve Miller, Ryan Gibbons |
| Bobrovski        | Gardiens | Vassilevski                             | | Arbitrage : Chris Lee, Kelly Sutherland Steve Miller, Ryan Gibbons |
| 2 min            | Pénalités | 4 min                                   | | Arbitrage : Chris Lee, Kelly Sutherland Steve Miller, Ryan Gibbons |
| 25               | Tirs | 33                                      | | Arbitrage : Chris Lee, Kelly Sutherland Steve Miller, Ryan Gibbons |

#### Boston contre Toronto
Les Bruins de Boston terminent la saison à la 2e place de la division Atlantique, sept points devant leur adversaire des séries, les Maple Leafs de Toronto. Avec 100 points marqués, Brad Marchand est le meilleur pointeur des Bruins, le meilleur buteur étant David Pastrňák. Jaroslav Halák et Tuukka Rask, se sont partagé le filet avec respectivement 22 et 27 victoires. Pour les Maple Leafs, Mitchell Marner est le meilleur pointeur de l'équipe alors que John Tavares en est le meilleur buteur et le 3e de la ligue avec 47 buts marqués. Avec 36 victoires, Frederik Andersen occupe la 3e place de la ligue pour cette statistique. Lors de la saison régulière, les Bruins ont remporté trois des quatre confrontations entre les deux équipes.
| 11 avril | Boston | 1-4 (1-1, 0-2, 0-1) | Toronto | TD Garden 17 565 spectateurs |

| Feuille de match | Feuille de match                            | Feuille de match    | Feuille de match | Feuille de match                                                    |
| ---------------- | ------------------------------------------- | ------------------- | --- | ------------------------------------------------------------------- |
|                  | Bergeron (Marchand, Krug) — 9 min 31 s (SN) | 1-0 1-1 1-2 1-3 1-4 | Marner (Muzzin, Tavares) — 16 min 4 s Marner — 22 min 47 s (IN) Nylander (Kadri, Marleau) — 38 min 25 s Tavares — 58 min 41 s (CV) | Arbitrage : Jean Hebert, Steve Kozari Greg Devorski, Kiel Murchison |
| Rask             | Gardiens                                    | Andersen            | | Arbitrage : Jean Hebert, Steve Kozari Greg Devorski, Kiel Murchison |
| 2 min            | Pénalités                                   | 4 min               | | Arbitrage : Jean Hebert, Steve Kozari Greg Devorski, Kiel Murchison |
| 38               | Tirs                                        | 33                  | | Arbitrage : Jean Hebert, Steve Kozari Greg Devorski, Kiel Murchison |

| 13 avril | Boston | 4-1 (2-0, 1-0, 1-1) | Toronto | TD Garden 17 565 spectateurs |

| Feuille de match | Feuille de match | Feuille de match    | Feuille de match                        | Feuille de match                                                  |
| ---------------- | --- | ------------------- | --------------------------------------- | ----------------------------------------------------------------- |
|                  | Coyle (Backes) — 4 min 44 s Marchand (Pastrňák, Krug) — 16 min 4 s Heinen — 30 min 39 s Bergeron (Marchand, Grzelcyk) — 55 min 3 s (SN) | 1-0 2-0 3-0 3-1 4-1 | Kadri (Dermott, Nylander) — 50 min 44 s | Arbitrage : Trevor Hanson, Brad Meier Jonny Murray, Tony Sericolo |
| Rask             | Gardiens | Andersen            |                                         | Arbitrage : Trevor Hanson, Brad Meier Jonny Murray, Tony Sericolo |
| 8 min            | Pénalités | 21 min              |                                         | Arbitrage : Trevor Hanson, Brad Meier Jonny Murray, Tony Sericolo |
| 41               | Tirs | 31                  |                                         | Arbitrage : Trevor Hanson, Brad Meier Jonny Murray, Tony Sericolo |

| 15 avril | Toronto | 3-2 (0-0, 3-2, 0-0) | Boston | Scotiabank Arena 19 611 spectateurs |

| Feuille de match | Feuille de match | Feuille de match    | Feuille de match                                                                    | Feuille de match                                                   |
| ---------------- | --- | ------------------- | ----------------------------------------------------------------------------------- | ------------------------------------------------------------------ |
|                  | Moore (Rielly, Ennis) — 22 min 38 s Matthews (Johnsson, Marner) — 30 min 12 s (SN) Johnsson (Tavares, Matthews) — 37 min 12 s (SN) | 1-0 1-1 2-1 3-1 3-2 | Krejčí (DeBrusk, Kuhlman) — 23 min 30 s Coyle (Heinen, Grzelcyk) — 39 min 22 s (SN) | Arbitrage : Kyle Rehman, Chris Rooney Brian Murphy, Michel Cormier |
| Andersen         | Gardiens | Rask                |                                                                                     | Arbitrage : Kyle Rehman, Chris Rooney Brian Murphy, Michel Cormier |
| 6 min            | Pénalités | 6 min               |                                                                                     | Arbitrage : Kyle Rehman, Chris Rooney Brian Murphy, Michel Cormier |
| 34               | Tirs | 36                  |                                                                                     | Arbitrage : Kyle Rehman, Chris Rooney Brian Murphy, Michel Cormier |

| 17 avril | Toronto | 4-6 (1-2, 1-2, 2-2) | Boston | Scotiabank Arena 19 638 spectateurs |

| Feuille de match | Feuille de match | Feuille de match                        | Feuille de match | Feuille de match                                                                                         |
| ---------------- | --- | --------------------------------------- | --- | --- |
|                  | Hyman (Rielly, Tavares) — 17 min 55 s Matthews (Johnsson, Hainsey) — 21 min 7 s Matthews (Marner, Rielly) — 51 min 52 s (SN) Dermott (Gardiner, Brown) — 53 min 27 s | 0-1 0-2 1-2 2-2 2-3 2-4 2-5 3-5 4-5 4-6 | McAvoy (Coyle, Grzelcyk) — 3 min 3 s (SN) Marchand (McAvoy, Heinen) — 6 min 38 s Pastrňák (Marchand, Bergeron) — 23 min 16 s Pastrňák (Marchand) — 24 min 51 s (SN) Chára — 45 min 39 s Nordström (Krejčí) — 59 min 58 s (CV) | Arbitrage : Brian Pochmara, Wes McCauley, Kendrick Nicholson Brad Kovachik, Ryan Daisy, Shandor Alphonso |
| Andersen         | Gardiens | Rask                                    | | Arbitrage : Brian Pochmara, Wes McCauley, Kendrick Nicholson Brad Kovachik, Ryan Daisy, Shandor Alphonso |
| 4 min            | Pénalités | 6 min                                   | | Arbitrage : Brian Pochmara, Wes McCauley, Kendrick Nicholson Brad Kovachik, Ryan Daisy, Shandor Alphonso |
| 42               | Tirs | 31                                      | | Arbitrage : Brian Pochmara, Wes McCauley, Kendrick Nicholson Brad Kovachik, Ryan Daisy, Shandor Alphonso |

| 19 avril | Boston | 1-2 (0-0, 0-0, 1-2) | Toronto | TD Garden 17 565 spectateurs |

| Feuille de match | Feuille de match                      | Feuille de match | Feuille de match                                                                  | Feuille de match                                                     |
| ---------------- | ------------------------------------- | ---------------- | --------------------------------------------------------------------------------- | -------------------------------------------------------------------- |
|                  | Krejčí (Pastrňák, Krug) — 59 min 16 s | 0-1 0-2 1-2      | Matthews (Muzzin, Kapanen) — 51 min 33 s Kapanen (Johnsson, Rielly) — 53 min 45 s | Arbitrage : Eric Furlatt, Dan O'Halloran Steve Barton, Bryan Pancich |
| Rask             | Gardiens                              | Andersen         |                                                                                   | Arbitrage : Eric Furlatt, Dan O'Halloran Steve Barton, Bryan Pancich |
| 2 min            | Pénalités                             | 6 min            |                                                                                   | Arbitrage : Eric Furlatt, Dan O'Halloran Steve Barton, Bryan Pancich |
| 29               | Tirs                                  | 27               |                                                                                   | Arbitrage : Eric Furlatt, Dan O'Halloran Steve Barton, Bryan Pancich |

| 21 avril | Toronto | 2-4 (1-2, 0-1, 1-1) | Boston | Scotiabank Arena 19 683 spectateurs |

| Feuille de match | Feuille de match                                                                   | Feuille de match        | Feuille de match | Feuille de match                                                                                        |
| ---------------- | ---------------------------------------------------------------------------------- | ----------------------- | --- | --- |
|                  | Rielly (Nylander, Marleau) — 9 min 42 s Matthews (Gardiner, Dermott) — 44 min 15 s | 1-0 1-1 1-2 1-3 2-3 2-4 | Marchand (Bergeron) — 11 min 23 s (SN) Krug (Pastrňák, Marchand) — 17 min 2 s (SN) DeBrusk (Krejčí, Pastrňák) — 27 min 57 s Marchand (Chára, McAvoy) — 58 min 6 s (CV) | Arbitrage : Francis Charron, Gord Dwyer, Kendrick Nicholson Devin Berg, Scott Cherrey, Shandor Alphonso |
| Andersen         | Gardiens                                                                           | Rask                    | | Arbitrage : Francis Charron, Gord Dwyer, Kendrick Nicholson Devin Berg, Scott Cherrey, Shandor Alphonso |
| 4 min            | Pénalités                                                                          | 6 min                   | | Arbitrage : Francis Charron, Gord Dwyer, Kendrick Nicholson Devin Berg, Scott Cherrey, Shandor Alphonso |
| 24               | Tirs                                                                               | 41                      | | Arbitrage : Francis Charron, Gord Dwyer, Kendrick Nicholson Devin Berg, Scott Cherrey, Shandor Alphonso |

| 23 avril | Boston | 5-1 (2-0, 0-1, 3-0) | Toronto | TD Garden 17 565 spectateurs |

| Feuille de match | Feuille de match | Feuille de match        | Feuille de match              | Feuille de match                                                         |
| ---------------- | --- | ----------------------- | ----------------------------- | ------------------------------------------------------------------------ |
|                  | Nordström (Grzelcyk, Kuraly) — 14 min 29 s Johansson — 17 min 46 s Kuraly (Acciari, Nordström) — 42 min 40 s Coyle (Krejčí) — 57 min 26 s (CV) Bergeron — 59 min 59 s (CV) | 1-0 2-0 2-1 3-1 4-1 5-1 | Tavares (Ennis) — 23 min 54 s | Arbitrage : Wes McCauley, Kelly Sutherland Greg Devorski, Pierre Racicot |
| Rask             | Gardiens | Andersen                |                               | Arbitrage : Wes McCauley, Kelly Sutherland Greg Devorski, Pierre Racicot |
| 4 min            | Pénalités | 0 min                   |                               | Arbitrage : Wes McCauley, Kelly Sutherland Greg Devorski, Pierre Racicot |
| 32               | Tirs | 33                      |                               | Arbitrage : Wes McCauley, Kelly Sutherland Greg Devorski, Pierre Racicot |

#### Washington contre Caroline
Les Capitals de Washington, meilleure équipe de la division Métropolitaine et tenants du titre, sont opposés à la 7e équipe de l'association de l'Est et 4e de la même division, les Hurricanes de la Caroline. Il s'agit de la première confrontation en séries éliminatoires entre les deux équipes. Le meilleur buteur et pointeur des Capitals, Aleksandr Ovetchkine, vainqueur de son huitième trophée Maurice-Richard, a marqué 50 buts pour la 8e fois de sa carrière dans la LNH ; il n'est devancé dans l'histoire de la ligue que par Wayne Gretzky et Michael Bossy qui l'ont réussi neuf fois. Sebastian Aho, avec 30 buts et 83 points est le meilleur attaquant des Hurricanes. Côté gardiens, Braden Holtby a enregistré 32 victoires en 59 matches pour Washington alors que Petr Mrázek et Curtis McElhinney se sont partagé le filet pour la Caroline. Les deux équipes se sont rencontrées à quatre reprises au cours de la saison régulière, les Capitals l'ayant remporté à chaque fois.
| 11 avril | Washington | 4-2 (3-0, 0-0, 1-2) | Caroline | Capital One Arena 18 506 spectateurs |

| Feuille de match | Feuille de match | Feuille de match        | Feuille de match                                                                          | Feuille de match                                                  |
| ---------------- | --- | ----------------------- | ----------------------------------------------------------------------------------------- | ----------------------------------------------------------------- |
|                  | Bäckström (Carlson, Orpik) — 9 min 58 s Bäckström (Kouznetsov, Carlson) — 13 min 10 s (SN) Ovetchkine (Wilson, Carlson) — 18 min 5 s (SN) Eller — 59 min 23 s (CV) | 1-0 2-0 3-0 3-1 3-2 4-2 | Svetchnikov (Wallmark, Hamilton) — 45 min 7 s Svetchnikov (Wallmark, Faulk) — 47 min 26 s | Arbitrage : Trevor Hanson, Brad Meier Jonny Murray, Tony Sericolo |
| Holtby           | Gardiens | Mrázek                  |                                                                                           | Arbitrage : Trevor Hanson, Brad Meier Jonny Murray, Tony Sericolo |
| 6 min            | Pénalités | 8 min                   |                                                                                           | Arbitrage : Trevor Hanson, Brad Meier Jonny Murray, Tony Sericolo |
| 18               | Tirs | 29                      |                                                                                           | Arbitrage : Trevor Hanson, Brad Meier Jonny Murray, Tony Sericolo |

| 13 avril | Washington | 4-3 (pr) (2-1, 0-1, 1-1, 1-0) | Caroline | Capital One Arena 18 506 spectateurs |

| Feuille de match | Feuille de match | Feuille de match            | Feuille de match | Feuille de match                                                    |
| ---------------- | --- | --------------------------- | --- | ------------------------------------------------------------------- |
|                  | Bäckström (Ovetchkine, Orlov) — 3 min 37 s Oshie (Kouznetsov, Niskanen) — 9 min 26 s Wilson (Ovetchkine, Bäckström) — 48 min 55 s Orpik (Kouznetsov, Oshie) — 61 min 48 s | 1-0 2-0 2-1 2-2 3-2 3-3 4-3 | Wallmark (Slavin, Foegele) — 15 min 54 s Aho (Williams, Slavin) — 36 min 49 s Staal (Hamilton, Svetchnikov) — 55 min (SN) | Arbitrage : Jean Hebert, Steve Kozari Kiel Murchison, Greg Devorski |
| Holtby           | Gardiens | Mrázek                      | | Arbitrage : Jean Hebert, Steve Kozari Kiel Murchison, Greg Devorski |
| 10 min           | Pénalités | 16 min                      | | Arbitrage : Jean Hebert, Steve Kozari Kiel Murchison, Greg Devorski |
| 33               | Tirs | 28                          | | Arbitrage : Jean Hebert, Steve Kozari Kiel Murchison, Greg Devorski |

| 15 avril | Caroline | 5-0 (1-0, 2-, 2-0) | Washington | PNC Arena 18 783 spectateurs |

| Feuille de match | Feuille de match | Feuille de match    | Feuille de match | Feuille de match                                                   |
| ---------------- | --- | ------------------- | ---------------- | ------------------------------------------------------------------ |
|                  | Foegele (Faulk, McGinn) — 9 min 43 s Foegele (Aho, Teräväinen) — 26 min 9 s Hamilton (Staal, Slavin) — 31 min 40 s (SN) Hamilton (Slavin, Foegele) — 49 min 47 s (SN) McGinn (Staal, Martinook) — 55 min 35 s | 1-0 2-0 3-0 4-0 5-0 |                  | Arbitrage : Eric Furlatt, Dan O'Halloran Devin Berg, Scott Cherrey |
| Mrázek           | Gardiens | Holtby              |                  | Arbitrage : Eric Furlatt, Dan O'Halloran Devin Berg, Scott Cherrey |
| 15 min           | Pénalités | 17 min              |                  | Arbitrage : Eric Furlatt, Dan O'Halloran Devin Berg, Scott Cherrey |
| 45               | Tirs | 18                  |                  | Arbitrage : Eric Furlatt, Dan O'Halloran Devin Berg, Scott Cherrey |

| 18 avril | Caroline | 2-1 (1-0, 1-1, 0-0) | Washington | PNC Arena 19 202 spectateurs |

| Feuille de match | Feuille de match                                                               | Feuille de match | Feuille de match                             | Feuille de match                                                    |
| ---------------- | ------------------------------------------------------------------------------ | ---------------- | -------------------------------------------- | ------------------------------------------------------------------- |
|                  | Foegele (Slavin, Williams) — 17 s Teräväinen (Niederreiter, Aho) — 39 min 32 s | 1-0 1-1 2-1      | Ovetchkine (Orlov, Eller) — 30 min 35 s (SN) | Arbitrage : Kelly Sutherland, Chris Lee Pierre Racicot, Trent Knorr |
| Mrázek           | Gardiens                                                                       | Holtby           |                                              | Arbitrage : Kelly Sutherland, Chris Lee Pierre Racicot, Trent Knorr |
| 6 min            | Pénalités                                                                      | 4 min            |                                              | Arbitrage : Kelly Sutherland, Chris Lee Pierre Racicot, Trent Knorr |
| 24               | Tirs                                                                           | 31               |                                              | Arbitrage : Kelly Sutherland, Chris Lee Pierre Racicot, Trent Knorr |

| 20 avril | Washington | 6-0 (1-0, 2-0, 3-0) | Caroline | Capital One Arena 18 506 spectateurs |

| Feuille de match | Feuille de match | Feuille de match        | Feuille de match | Feuille de match                                                |
| ---------------- | --- | ----------------------- | ---------------- | --------------------------------------------------------------- |
|                  | Bäckström (Carlson, Wilson) — 7 min 33 s (SN) Bäckström (Ovetchkine) — 34 min 21 s Connolly (Ovetchkine, Bäckström) — 36 min 11 s Wilson (Kouznetsov, Carlson) — 41 min 4 s (SN) Dowd — 48 min 57 s (TP) Ovetchkine (Bäckström) — 50 min 14 s (SN) | 1-0 2-0 3-0 4-0 5-0 6-0 |                  | Arbitrage : Dan O'Rourke, Tim Peel Michel Cormier, Brian Murphy |
| Holtby           | Gardiens | Mrázek                  |                  | Arbitrage : Dan O'Rourke, Tim Peel Michel Cormier, Brian Murphy |
| 10 min           | Pénalités | 8 min                   |                  | Arbitrage : Dan O'Rourke, Tim Peel Michel Cormier, Brian Murphy |
| 28               | Tirs | 30                      |                  | Arbitrage : Dan O'Rourke, Tim Peel Michel Cormier, Brian Murphy |

| 22 avril | Caroline | 5-2 (1-2, 1-0, 3-0) | Washington | PNC Arena 18 913 spectateurs |

| Feuille de match | Feuille de match | Feuille de match            | Feuille de match                                                                    | Feuille de match                                                |
| ---------------- | --- | --------------------------- | ----------------------------------------------------------------------------------- | --------------------------------------------------------------- |
|                  | Foegele (Hamilton, Slavin) — 10 min 35 s Teräväinen (Aho) — 21 min 56 s Staal (McGinn, Faulk) — 43 min 51 s Williams (Pesce, Staal) — 51 min 58 s Hamilton (Martinook) — 56 min 54 s (CV) | 0-1 1-1 1-2 2-2 3-2 4-2 5-2 | Connolly (Eller, Burakovsky) — 5 min 6 s Ovetchkine (Orlov, Niskanen) — 15 min 12 s | Arbitrage : Chris Rooney, Kyle Rehman Ryan Daisy, Brad Kovachik |
| Mrázek           | Gardiens | Holtby                      |                                                                                     | Arbitrage : Chris Rooney, Kyle Rehman Ryan Daisy, Brad Kovachik |
| 6 min            | Pénalités | 20 min                      |                                                                                     | Arbitrage : Chris Rooney, Kyle Rehman Ryan Daisy, Brad Kovachik |
| 36               | Tirs | 25                          |                                                                                     | Arbitrage : Chris Rooney, Kyle Rehman Ryan Daisy, Brad Kovachik |

| 24 avril | Washington | 3-4 (2 pr) (2-0, 1-2, 0-1, 0-0, 0-1) | Caroline | Capital One Arena 18 506 spectateurs |

| Feuille de match | Feuille de match                                                                                        | Feuille de match            | Feuille de match | Feuille de match                                                         |
| ---------------- | --- | --------------------------- | --- | ------------------------------------------------------------------------ |
|                  | Burakovsky — 2 min 13 s Wilson (Ovetchkine, Orlov) — 6 min 23 s (IN) Kouznetsov (Hagelin) — 33 min 22 s | 1-0 2-0 2-1 3-1 3-2 3-3 3-4 | Aho (Pesce, Slavin) — 29 min 51 s Teräväinen (Pesce, McGinn) — 36 min 37 s Staal (Slavin) — 42 min 56 s McGinn (Williams, Slavin) — 91 min 5 s | Arbitrage : Marc Joannette, Kevin Pollock Matt MacPherson, Mark Shewchyk |
| Holtby           | Gardiens                                                                                                | Mrázek                      | | Arbitrage : Marc Joannette, Kevin Pollock Matt MacPherson, Mark Shewchyk |
| 2 min            | Pénalités                                                                                               | 6 min                       | | Arbitrage : Marc Joannette, Kevin Pollock Matt MacPherson, Mark Shewchyk |
| 37               | Tirs | 42                          | | Arbitrage : Marc Joannette, Kevin Pollock Matt MacPherson, Mark Shewchyk |

#### New York contre Pittsburgh
Les Islanders de New York et les Penguins de Pittsburgh se retrouvent en séries éliminatoires après s'être rencontrés à quatre reprises en saison régulière pour un bilan partagé de deux victoires, une défaite et une défaite en prolongation chacune. New York, qui a terminé la saison trois points devant Pittsburgh, a remporté trois des quatre dernières confrontations en séries entre les deux équipes. Mathew Barzal, avec 62 points, est le meilleur pointeur des Islanders qui s'appuient sur la meilleure défense de la ligue avec les gardiens Robin Lehner et Thomas Greiss, vainqueurs du trophée William-M.-Jennings, et qui ont joué respectivement 46 et 43 matches. Les Penguins, qui sont en série pour la 13e saison consécutive, s'appuient sur Sidney Crosby, qui a fini la saison avec 100 points, Philip Kessel, 82 et Ievgueni Malkine, 71 ; les deux gardiens Matthew Murray et Casey DeSmith ayant joué 50 et 36 rencontres.
| 10 avril | New York | 4-3 (pr) (2-1, 0-1, 1-1, 1-0) | Pittsburgh | Barclays Center 13 917 spectateurs |

| Feuille de match | Feuille de match | Feuille de match            | Feuille de match | Feuille de match                                                                      |
| ---------------- | --- | --------------------------- | --- | ------------------------------------------------------------------------------------- |
|                  | Eberle (Lee, Pelech) — 1 min 40 s Nelson (Eberle, Toews) — 15 min 46 s (SN) Leddy (Filppula, Komarov) — 52 min 35 s Bailey (Barzal) — 64 min 39 s | 1-0 1-1 2-1 2-2 3-2 3-3 4-3 | Kessel (Simon, Dumoulin) — 5 min 42 s Malkine (Schultz, Kessel) — 33 min 41 s (SN) Schultz (Letang, Malkine) — 58 min 31 s | Arbitrage : Kevin Pollock, Francois StLaurent, Garrett Rank Derek Amell, Andrew Smith |
| Lehner           | Gardiens | Murray                      | | Arbitrage : Kevin Pollock, Francois StLaurent, Garrett Rank Derek Amell, Andrew Smith |
| 10 min           | Pénalités | 8 min                       | | Arbitrage : Kevin Pollock, Francois StLaurent, Garrett Rank Derek Amell, Andrew Smith |
| 33               | Tirs | 44                          | | Arbitrage : Kevin Pollock, Francois StLaurent, Garrett Rank Derek Amell, Andrew Smith |

| 12 avril | New York | 3-1 (0-0, 1-1, 2-0) | Pittsburgh | Barclays Center 13 917 spectateurs |

| Feuille de match | Feuille de match | Feuille de match | Feuille de match                   | Feuille de match                                                             |
| ---------------- | --- | ---------------- | ---------------------------------- | ---------------------------------------------------------------------------- |
|                  | Beauvillier (Barzal, Eberle) — 33 min 25 s Eberle (Barzal, Boychuk) — 47 min 54 s Bailey (Lee, Toews) — 51 min 38 s (SN) | 0-1 1-1 2-1 3-1  | Gudbranson (Malkine) — 30 min 36 s | Arbitrage : Wes McCauley, Brian Pochmara, Tim Peel Scott Cherrey, Devin Berg |
| Lehner           | Gardiens | Murray           |                                    | Arbitrage : Wes McCauley, Brian Pochmara, Tim Peel Scott Cherrey, Devin Berg |
| 8 min            | Pénalités | 16 min           |                                    | Arbitrage : Wes McCauley, Brian Pochmara, Tim Peel Scott Cherrey, Devin Berg |
| 34               | Tirs | 33               |                                    | Arbitrage : Wes McCauley, Brian Pochmara, Tim Peel Scott Cherrey, Devin Berg |

| 14 avril | Pittsburgh | 1-4 (1-2, 0-0, 0-2) | New York | PPG Paints Arena 18 610 spectateurs |

| Feuille de match | Feuille de match                           | Feuille de match    | Feuille de match | Feuille de match                                               |
| ---------------- | ------------------------------------------ | ------------------- | --- | -------------------------------------------------------------- |
|                  | Wilson (Pettersson, Schultz) — 12 min 54 s | 1-0 1-1 1-2 1-3 1-4 | Eberle (Pulock, Barzal) — 13 min 22 s Nelson (Kühnhackl) — 14 min 24 s Komarov (Beauvillier, Filppula) — 50 min 27 s Lee (Filppula, Pelech) — 58 min 32 s (CV) | Arbitrage : Dan O'Rourke, Tim Peel Pierre Racicot, Trent Knorr |
| Murray           | Gardiens                                   | Lehner              | | Arbitrage : Dan O'Rourke, Tim Peel Pierre Racicot, Trent Knorr |
| 6 min            | Pénalités                                  | 8 min               | | Arbitrage : Dan O'Rourke, Tim Peel Pierre Racicot, Trent Knorr |
| 26               | Tirs                                       | 36                  | | Arbitrage : Dan O'Rourke, Tim Peel Pierre Racicot, Trent Knorr |

| 16 avril | Pittsburgh | 1-3 (1-2, 0-0, 0-1) | New York | PPG Paints Arena 18 609 spectateurs |

| Feuille de match | Feuille de match                 | Feuille de match | Feuille de match                                                                                                  | Feuille de match                                                    |
| ---------------- | -------------------------------- | ---------------- | --- | ------------------------------------------------------------------- |
|                  | Guentzel (Crosby, McCann) — 35 s | 1-0 1-1 1-2 1-3  | Eberle (Barzal, Mayfield) — 2 min 9 s Nelson (Bailey, Kühnhackl) — 18 min 6 s Bailey (Filppula) — 59 min 2 s (CV) | Arbitrage : Francis Charron, Gord Dwyer Jonny Murray, Tony Sericolo |
| Murray           | Gardiens                         | Lehner           | | Arbitrage : Francis Charron, Gord Dwyer Jonny Murray, Tony Sericolo |
| 8 min            | Pénalités                        | 8 min            | | Arbitrage : Francis Charron, Gord Dwyer Jonny Murray, Tony Sericolo |
| 33               | Tirs                             | 26               | | Arbitrage : Francis Charron, Gord Dwyer Jonny Murray, Tony Sericolo |

#### Nashville contre Dallas
Les Predators de Nashville, vainqueurs de la division Centrale pour la deuxième saison consécutive, rencontrent les Stars de Dallas, 7e équipe de l'association de l'Ouest. Les deux franchises se sont rencontrées à cinq reprises en saison régulière pour un bilan de trois victoires pour Nashville contre deux pour Dallas. Avec 34 réalisations, Viktor Arvidsson est le meilleur buteur des Predators alors que Ryan Johansen en est le meilleur pointeur avec 64 points. Pekka Rinne a disputé 56 des 82 matches de la saison régulière devant les 31 rencontres jouées par Juuse Saros. Pour les Stars, Tyler Seguin domine toutes les statistiques avec 33 buts et 47 aides pour un total de 80 points. Benjamin Bishop et Anton Khoudobine se sont partagé le filet avec respectivement 46 et 41 matchs joués, Bishop terminant avec 93,4 % d'arrêts, meilleur gardien de la ligue dans ce domaine.
| 10 avril | Nashville | 2-3 (1-0, 0-1, 1-2) | Dallas | Bridgestone Arena 17 458 spectateurs |

| Feuille de match | Feuille de match                                                        | Feuille de match    | Feuille de match                                                                                                | Feuille de match                                                |
| ---------------- | ----------------------------------------------------------------------- | ------------------- | --- | --------------------------------------------------------------- |
|                  | Josi (Ellis, Bonino) — 12 min 12 s Subban (Boyle, Ekholm) — 53 min 24 s | 1-0 1-1 1-2 1-3 2-3 | Heiskanen — 32 min 37 s (SN) Heiskanen (Klingberg) — 46 min 10 s Zuccarello Aasen (Lovejoy, Benn) — 50 min 39 s | Arbitrage : Tim Peel, Dan O'Rourke Michel Cormier, Brian Murphy |
| Rinne            | Gardiens                                                                | Bishop              | | Arbitrage : Tim Peel, Dan O'Rourke Michel Cormier, Brian Murphy |
| 8 min            | Pénalités                                                               | 10 min              | | Arbitrage : Tim Peel, Dan O'Rourke Michel Cormier, Brian Murphy |
| 32               | Tirs                                                                    | 29                  | | Arbitrage : Tim Peel, Dan O'Rourke Michel Cormier, Brian Murphy |

| 13 avril | Nashville | 2-1 (pr) (0-0, 1-1, 0-0, 1-0) | Dallas | Bridgestone Arena 17 611 spectateurs |

| Feuille de match | Feuille de match                                                            | Feuille de match | Feuille de match            | Feuille de match                                                     |
| ---------------- | --------------------------------------------------------------------------- | ---------------- | --------------------------- | -------------------------------------------------------------------- |
|                  | Grimaldi (Watson, Järnkrok) — 23 min 56 s Smith (Ekholm, Järnkrok) — 65 min | 0-1 1-1 2-1      | Benn (Seguin) — 21 min 59 s | Arbitrage : Eric Furlatt, Dan O'Halloran Steve Barton, Bryan Pancich |
| Rinne            | Gardiens                                                                    | Bishop           |                             | Arbitrage : Eric Furlatt, Dan O'Halloran Steve Barton, Bryan Pancich |
| 14 min           | Pénalités                                                                   | 8 min            |                             | Arbitrage : Eric Furlatt, Dan O'Halloran Steve Barton, Bryan Pancich |
| 42               | Tirs                                                                        | 23               |                             | Arbitrage : Eric Furlatt, Dan O'Halloran Steve Barton, Bryan Pancich |

| 15 avril | Dallas | 2-3 (0-0, 1-2, 1-1) | Nashville | American Airlines Center 18 532 spectateurs |

| Feuille de match | Feuille de match                                                                 | Feuille de match    | Feuille de match                                                                                                 | Feuille de match                                                                                       |
| ---------------- | -------------------------------------------------------------------------------- | ------------------- | --- | --- |
|                  | Zuccarello Aasen (Klingberg) — 37 min 11 s Seguin (Benn, Radoulov) — 48 min 15 s | 0-1 0-2 1-2 2-2 2-3 | Grimaldi (Subban, Salomäki) — 23 min 9 s Forsberg (Bonino) — 34 min 35 s Granlund (Fabbro, Turris) — 51 min 41 s | Arbitrage : Trevor Hanson, Brad Meier, Francois StLaurent Matt MacPherson, Mark Shewchyk, Darren Gibbs |
| Bishop           | Gardiens                                                                         | Rinne               | | Arbitrage : Trevor Hanson, Brad Meier, Francois StLaurent Matt MacPherson, Mark Shewchyk, Darren Gibbs |
| 2 min            | Pénalités                                                                        | 8 min               | | Arbitrage : Trevor Hanson, Brad Meier, Francois StLaurent Matt MacPherson, Mark Shewchyk, Darren Gibbs |
| 42               | Tirs                                                                             | 28                  | | Arbitrage : Trevor Hanson, Brad Meier, Francois StLaurent Matt MacPherson, Mark Shewchyk, Darren Gibbs |

| 17 avril | Dallas | 5-1 (4-0, 1-0, 0-1) | Nashville | American Airlines Center 18 532 spectateurs |

| Feuille de match | Feuille de match | Feuille de match                        | Feuille de match                     | Feuille de match                                                        |
| ---------------- | --- | --------------------------------------- | ------------------------------------ | ----------------------------------------------------------------------- |
|                  | Hintz (Klingberg, Seguin) — 3 min 42 s (SN) Radoulov (Lindell, Dowling) — 4 min 58 s (SN) Cogliano (Comeau) — 8 min 24 s Zuccarello Aasen (Klingberg, Spezza) — 13 min 45 s (SN) Hintz (Klingberg) — 30 min 9 s | 1-0 2-0 3-0 4-0 5-0 5-1                 | Josi (Johansen, Ellis) — 48 min 11 s | Arbitrage : Francois StLaurent, Kevin Pollock Devin Berg, Scott Cherrey |
| Bishop           | Gardiens | Rinne (13 min 45 s) Saros (45 min 29 s) |                                      | Arbitrage : Francois StLaurent, Kevin Pollock Devin Berg, Scott Cherrey |
| 6 min            | Pénalités | 14 min                                  |                                      | Arbitrage : Francois StLaurent, Kevin Pollock Devin Berg, Scott Cherrey |
| 29               | Tirs | 35                                      |                                      | Arbitrage : Francois StLaurent, Kevin Pollock Devin Berg, Scott Cherrey |

| 20 avril | Nashville | 3-5 (1-1, 1-3, 1-1) | Dallas | Bridgestone Arena 17 633 spectateurs |

| Feuille de match | Feuille de match                                                                                            | Feuille de match                | Feuille de match | Feuille de match                                                   |
| ---------------- | --- | ------------------------------- | --- | ------------------------------------------------------------------ |
|                  | Grimaldi (Josi, Ellis) — 6 min 25 s Johansen (Forsberg, Josi) — 29 min 18 s Turris (Granlund) — 42 min 25 s | 1-0 1-1 1-2 1-3 2-3 2-4 2-5 3-5 | Dickinson (Hintz, Polák) — 13 min 8 s Radoulov (Seguin, Benn) — 20 min 40 s Radoulov (Benn) — 27 min 41 s Seguin (Benn) — 35 min 54 s Dickinson — 41 min 57 s | Arbitrage : Brian Pochmara, Wes McCauley Brad Kovachik, Ryan Daisy |
| Rinne            | Gardiens | Bishop                          | | Arbitrage : Brian Pochmara, Wes McCauley Brad Kovachik, Ryan Daisy |
| 6 min            | Pénalités                                                                                                   | 4 min                           | | Arbitrage : Brian Pochmara, Wes McCauley Brad Kovachik, Ryan Daisy |
| 33               | Tirs | 26                              | | Arbitrage : Brian Pochmara, Wes McCauley Brad Kovachik, Ryan Daisy |

| 22 avril | Dallas | 2-1 (pr) (0-1, 1-0, 0-0, 1-0) | Nashville | American Airlines Center 19 025 spectateurs |

| Feuille de match | Feuille de match                                                       | Feuille de match | Feuille de match                    | Feuille de match                                                                    |
| ---------------- | ---------------------------------------------------------------------- | ---------------- | ----------------------------------- | ----------------------------------------------------------------------------------- |
|                  | Comeau (Faksa) — 25 min 20 s Klingberg (Radoulov, Seguin) — 77 min 2 s | 0-1 1-1 2-1      | Watson (Boyle, Subban) — 5 min 47 s | Arbitrage : Marc Joannette, Jon McIsaac Jonny Murray, Tony Sericolo Standby Standby |
| Bishop           | Gardiens                                                               | Rinne            |                                     | Arbitrage : Marc Joannette, Jon McIsaac Jonny Murray, Tony Sericolo Standby Standby |
| 8 min            | Pénalités                                                              | 2 min            |                                     | Arbitrage : Marc Joannette, Jon McIsaac Jonny Murray, Tony Sericolo Standby Standby |
| 51               | Tirs                                                                   | 48               |                                     | Arbitrage : Marc Joannette, Jon McIsaac Jonny Murray, Tony Sericolo Standby Standby |

#### Winnipeg contre Saint-Louis
Respectivement deuxième et troisième de la division Centrale, à égalité avec 99 points mais départagés au nombre de victoires, les Jets de Winnipeg et les Blues de Saint-Louis se rencontrent au premier tour des séries. En saison régulière, les Jets ont remporté 3 des 4 matches qui ont vu les deux équipes s'affronter. Avec 91 points, Blake Wheeler est le meilleur pointeur de Winnipeg alors que Mark Scheifele en est le meilleur buteur avec 38 réalisations. Saint-Louis est menée par Ryan O'Reilly, 77 points, et Vladimir Tarassenko, 33 buts. Connor Hellebuyck a joué l'essentiel de la saison dans le but des Jets alors que Jordan Binnington et Jake Allen se sont partagé la tâche pour Saint-Louis,.
| 10 avril | Winnipeg | 1-2 (1-0, 0-0, 0-2) | Saint-Louis | Bell MTS Place 15 321 spectateurs |

| Feuille de match | Feuille de match                        | Feuille de match | Feuille de match                                                                   | Feuille de match                                                    |
| ---------------- | --------------------------------------- | ---------------- | ---------------------------------------------------------------------------------- | ------------------------------------------------------------------- |
|                  | Laine (Little, Byfuglien) — 13 min 28 s | 1-0 1-1 1-2      | Perron (Parayko, Sundqvist) — 44 min 5 s Bozak (Maroon, Pietrangelo) — 57 min 55 s | Arbitrage : Chris Lee, Kelly Sutherland Bryan Pancich, Steve Barton |
| Hellebuyck       | Gardiens                                | Binnington       |                                                                                    | Arbitrage : Chris Lee, Kelly Sutherland Bryan Pancich, Steve Barton |
| 6 min            | Pénalités                               | 2 min            |                                                                                    | Arbitrage : Chris Lee, Kelly Sutherland Bryan Pancich, Steve Barton |
| 25               | Tirs                                    | 26               |                                                                                    | Arbitrage : Chris Lee, Kelly Sutherland Bryan Pancich, Steve Barton |

| 12 avril | Winnipeg | 3-4 (1-1, 2-2, 0-1) | Saint-Louis | Bell MTS Place 15 321 spectateurs |

| Feuille de match | Feuille de match | Feuille de match            | Feuille de match | Feuille de match                                                                 |
| ---------------- | --- | --------------------------- | --- | -------------------------------------------------------------------------------- |
|                  | Wheeler (Scheifele, Copp) — 12 min 1 s Laine (Wheeler, Byfuglien) — 22 min 49 s (SN) Scheifele (Connor, Byfuglien) — 38 min 55 s (SN) | 0-1 1-1 2-1 2-2 2-3 3-3 3-4 | Sundqvist (Bouwmeester, Schwartz) — 5 min 23 s Maroon (Thomas, Pietrangelo) — 26 min 42 s Sundqvist (Perron, Edmundson) — 29 min 50 s O'Reilly (Bouwmeester, Parayko) — 43 min 46 s | Arbitrage : Kyle Rehman, Chris Rooney, Justin StPierre Brad Kovachik, Ryan Daisy |
| Hellebuyck       | Gardiens | Binnington                  | | Arbitrage : Kyle Rehman, Chris Rooney, Justin StPierre Brad Kovachik, Ryan Daisy |
| 8 min            | Pénalités | 6 min                       | | Arbitrage : Kyle Rehman, Chris Rooney, Justin StPierre Brad Kovachik, Ryan Daisy |
| 29               | Tirs | 32                          | | Arbitrage : Kyle Rehman, Chris Rooney, Justin StPierre Brad Kovachik, Ryan Daisy |

| 14 avril | Saint-Louis | 3-6 (1-0, 0-3, 2-3) | Winnipeg | Enterprise Center 18 486 spectateurs |

| Feuille de match | Feuille de match | Feuille de match                    | Feuille de match | Feuille de match                                                   |
| ---------------- | --- | ----------------------------------- | --- | ------------------------------------------------------------------ |
|                  | Perron (Pietrangelo, Binnington) — 19 min 12 s (SN) Tarassenko (Dunn) — 41 min 51 s Steen (Pietrangelo, Edmundson) — 53 min 42 s | 1-0 1-1 1-2 1-3 2-3 2-4 2-5 3-5 3-6 | Hayes (Perreault, Morrissey) — 24 min 57 s Laine (Trouba, Little) — 27 min 47 s Connor (Wheeler, Laine) — 28 min 58 s (SN) Tanev (Copp, Byfuglien) — 44 min 25 s Byfuglien (Copp) — 48 min 6 s Connor (Scheifele) — 54 min 44 s | Arbitrage : Francis Charron, Gord Dwyer Ryan Gibbons, Steve Miller |
| Binnington       | Gardiens | Hellebuyck                          | | Arbitrage : Francis Charron, Gord Dwyer Ryan Gibbons, Steve Miller |
| 14 min           | Pénalités | 14 min                              | | Arbitrage : Francis Charron, Gord Dwyer Ryan Gibbons, Steve Miller |
| 29               | Tirs | 29                                  | | Arbitrage : Francis Charron, Gord Dwyer Ryan Gibbons, Steve Miller |

| 16 avril | Saint-Louis | 1-2 (pr) (0-0, 0-0, 1-1, 0-1) | Winnipeg | Enterprise Center 18 346 spectateurs |

| Feuille de match | Feuille de match                                      | Feuille de match | Feuille de match                                                                   | Feuille de match                                                  |
| ---------------- | ----------------------------------------------------- | ---------------- | ---------------------------------------------------------------------------------- | ----------------------------------------------------------------- |
|                  | Tarassenko (Pietrangelo, O'Reilly) — 40 min 35 s (SN) | 1-0 1-1 1-2      | Scheifele (Connor, Wheeler) — 47 min 33 s Connor (Scheifele, Wheeler) — 66 min 2 s | Arbitrage : Marc Joannette, Jon McIsaac Derek Amell, Andrew Smith |
| Binnington       | Gardiens                                              | Hellebuyck       |                                                                                    | Arbitrage : Marc Joannette, Jon McIsaac Derek Amell, Andrew Smith |
| 2 min            | Pénalités                                             | 4 min            |                                                                                    | Arbitrage : Marc Joannette, Jon McIsaac Derek Amell, Andrew Smith |
| 32               | Tirs                                                  | 39               |                                                                                    | Arbitrage : Marc Joannette, Jon McIsaac Derek Amell, Andrew Smith |

| 18 avril | Winnipeg | 2-3 (2-0, 0-0, 0-3) | Saint-Louis | Bell MTS Place 15 321 spectateurs |

| Feuille de match | Feuille de match                                           | Feuille de match    | Feuille de match | Feuille de match                                                  |
| ---------------- | ---------------------------------------------------------- | ------------------- | --- | ----------------------------------------------------------------- |
|                  | Lowry (Tanev, Copp) — 12 s Hayes (Byfuglien) — 13 min 35 s | 1-0 2-0 2-1 2-2 2-3 | O'Reilly (Perron, Schenn) — 41 min 29 s (SN) Schenn (Sundqvist, Bouwmeester) — 53 min 52 s Schwartz (Bozak) — 59 min 45 s | Arbitrage : Jean Hebert, Steve Kozari Tony Sericolo, Jonny Murray |
| Hellebuyck       | Gardiens                                                   | Binnington          | | Arbitrage : Jean Hebert, Steve Kozari Tony Sericolo, Jonny Murray |
| 2 min            | Pénalités                                                  | 6 min               | | Arbitrage : Jean Hebert, Steve Kozari Tony Sericolo, Jonny Murray |
| 31               | Tirs                                                       | 29                  | | Arbitrage : Jean Hebert, Steve Kozari Tony Sericolo, Jonny Murray |

| 20 avril | Saint-Louis | 3-2 (1-0, 1-0, 1-2) | Winnipeg | Enterprise Center 18 524 spectateurs |

| Feuille de match | Feuille de match                                                                                                  | Feuille de match    | Feuille de match                                                                       | Feuille de match                                                             |
| ---------------- | --- | ------------------- | -------------------------------------------------------------------------------------- | ---------------------------------------------------------------------------- |
|                  | Schwartz (Schenn) — 23 s Schwartz (Bozak, Dunn) — 32 min 36 s (SN) Schwartz (O'Reilly, Pietrangelo) — 43 min 55 s | 1-0 2-0 3-0 3-1 3-2 | Byfuglien (Hayes, Copp) — 52 min 17 s Little (Perreault, Byfuglien) — 59 min 22 s (IN) | Arbitrage : Francois StLaurent, Kevin Pollock Matt MacPherson, Mark Shewchyk |
| Binnington       | Gardiens | Hellebuyck          |                                                                                        | Arbitrage : Francois StLaurent, Kevin Pollock Matt MacPherson, Mark Shewchyk |
| 2 min            | Pénalités | 8 min               |                                                                                        | Arbitrage : Francois StLaurent, Kevin Pollock Matt MacPherson, Mark Shewchyk |
| 36               | Tirs | 20                  |                                                                                        | Arbitrage : Francois StLaurent, Kevin Pollock Matt MacPherson, Mark Shewchyk |

#### Calgary contre Colorado
En qualité de meilleure équipe de l'association de l'Ouest, les Flames de Calgary sont opposés à la huitième et dernière équipe qualifiée de cette même association, l'Avalanche du Colorado. Il s'agit de la première confrontation en séries entre les deux franchises. Les trois rencontres de saison régulière qui ont eu lieu entre les deux franchises se sont toutes terminées par une victoire des Flames. Ces derniers sont menés par John Gaudreau, meilleur buteur, passeur et pointeur de son équipe avec 36 buts, 63 aides et 99 points marqués. David Rittich et Mike Smith, les deux gardiens de l'équipe se sont partagé la tâche lors de la saison. Pour l'Avalanche, Nathan MacKinnon mène également son équipe dans tous les domaines avec 41 buts, 58 passes et 99 points lui aussi. Semion Varlamov a participé à plus de la moitié des matchs de la saison, Philipp Grubauer ayant joué l'essentiel des autres rencontres.
| 11 avril | Calgary | 4-0 (0-0, 2-0, 2-0) | Colorado | Scotiabank Saddledome 19 289 spectateurs |

| Feuille de match | Feuille de match | Feuille de match | Feuille de match | Feuille de match                                                        |
| ---------------- | --- | ---------------- | ---------------- | ----------------------------------------------------------------------- |
|                  | Mangiapane — 34 min 25 s Tkachuk (Giordano, Lindholm) — 38 min 58 s (SN) Backlund (Bennett, Andersson) — 57 min 1 s (SN) Tkachuk (Smith) — 57 min 15 s (CV) | 1-0 2-0 3-0 4-0  |                  | Arbitrage : Eric Furlatt, Dan O'Halloran Mark Shewchyk, Matt MacPherson |
| Smith            | Gardiens | Grubauer         |                  | Arbitrage : Eric Furlatt, Dan O'Halloran Mark Shewchyk, Matt MacPherson |
| 10 min           | Pénalités | 12 min           |                  | Arbitrage : Eric Furlatt, Dan O'Halloran Mark Shewchyk, Matt MacPherson |
| 32               | Tirs | 26               |                  | Arbitrage : Eric Furlatt, Dan O'Halloran Mark Shewchyk, Matt MacPherson |

| 13 avril | Calgary | 2-3 (pr) (0-0, 1-1, 1-1, 0-1) | Colorado | Scotiabank Saddledome 19 289 spectateurs |

| Feuille de match | Feuille de match                                                                           | Feuille de match    | Feuille de match                                                                                              | Feuille de match                                                                              |
| ---------------- | ------------------------------------------------------------------------------------------ | ------------------- | --- | --------------------------------------------------------------------------------------------- |
|                  | Andersson (Bennett, Backlund) — 32 min 26 s (SN) Monahan (Bennett, Gaudreau) — 52 min 27 s | 0-1 1-1 2-1 2-2 2-3 | Nieto — 27 min 16 s (IN) Compher (Landeskog, Rantanen) — 57 min 21 s MacKinnon (Rantanen, Cole) — 68 min 27 s | Arbitrage : Kevin Pollock, Francois StLaurent, Justin StPierre Mark Shewchyk, Matt MacPherson |
| Smith            | Gardiens                                                                                   | Grubauer            | | Arbitrage : Kevin Pollock, Francois StLaurent, Justin StPierre Mark Shewchyk, Matt MacPherson |
| 12 min           | Pénalités                                                                                  | 14 min              | | Arbitrage : Kevin Pollock, Francois StLaurent, Justin StPierre Mark Shewchyk, Matt MacPherson |
| 37               | Tirs                                                                                       | 39                  | | Arbitrage : Kevin Pollock, Francois StLaurent, Justin StPierre Mark Shewchyk, Matt MacPherson |

| 15 avril | Colorado | 6-2 (3-0, 2-1, 1-1) | Calgary | Pepsi Center 18 098 spectateurs |

| Feuille de match | Feuille de match | Feuille de match                | Feuille de match                                                                        | Feuille de match                                                  |
| ---------------- | --- | ------------------------------- | --------------------------------------------------------------------------------------- | ----------------------------------------------------------------- |
|                  | MacKinnon (Barrie, Compher) — 8 min 26 s (SN) MacKinnon (Rantanen, Landeskog) — 13 min 34 s (SN) Makar (MacKinnon, Kerfoot) — 16 min 2 s Nieto (Cole, Johnson) — 27 min 51 s (IN) Rantanen (Wilson, Nieto) — 32 min 58 s Johnson (Cole, Nieto) — 40 min 54 s | 1-0 2-0 3-0 4-0 4-1 5-1 6-1 6-2 | Bennett (Andersson, Backlund) — 28 min 34 s (SN) Brodie (Hanifin, Monahan) — 41 min 9 s | Arbitrage : Jean Hebert, Steve Kozari Steve Barton, Bryan Pancich |
| Grubauer         | Gardiens | Smith                           |                                                                                         | Arbitrage : Jean Hebert, Steve Kozari Steve Barton, Bryan Pancich |
| 26 min           | Pénalités | 50 min                          |                                                                                         | Arbitrage : Jean Hebert, Steve Kozari Steve Barton, Bryan Pancich |
| 56               | Tirs | 29                              |                                                                                         | Arbitrage : Jean Hebert, Steve Kozari Steve Barton, Bryan Pancich |

| 17 avril | Colorado | 3-2 (pr) (0-0, 0-1, 2-1, 1-0) | Calgary | Pepsi Center 18 102 spectateurs |

| Feuille de match | Feuille de match | Feuille de match    | Feuille de match                                                              | Feuille de match                                                   |
| ---------------- | --- | ------------------- | ----------------------------------------------------------------------------- | ------------------------------------------------------------------ |
|                  | Compher (Calvert, Nieto) — 48 min 10 s Rantanen (MacKinnon, Barrie) — 57 min 10 s (SN) Rantanen (Söderberg, Landeskog) — 70 min 23 s | 0-1 0-2 1-2 2-2 3-2 | Lindholm (Giordano) — 23 min 25 s (SN) Ryan (Välimäki, Tkachuk) — 46 min 58 s | Arbitrage : Trevor Hanson, Brad Meier Michel Cormier, Brian Murphy |
| Grubauer         | Gardiens | Smith               |                                                                               | Arbitrage : Trevor Hanson, Brad Meier Michel Cormier, Brian Murphy |
| 8 min            | Pénalités | 10 min              |                                                                               | Arbitrage : Trevor Hanson, Brad Meier Michel Cormier, Brian Murphy |
| 52               | Tirs | 37                  |                                                                               | Arbitrage : Trevor Hanson, Brad Meier Michel Cormier, Brian Murphy |

| 19 avril | Calgary | 1-5 (1-2, 0-2, 0-1) | Colorado | Scotiabank Saddledome 1 928 spectateurs |

| Feuille de match | Feuille de match               | Feuille de match        | Feuille de match | Feuille de match                                                |
| ---------------- | ------------------------------ | ----------------------- | --- | --------------------------------------------------------------- |
|                  | Brodie (Bennett) — 19 min 54 s | 0-1 0-2 1-2 1-3 1-4 1-5 | Landeskog (Barrie, MacKinnon) — 9 min 40 s Rantanen (Makar, Wilson) — 15 min 38 s Wilson (Rantanen) — 26 min 52 s Wilson (MacKinnon, Barrie) — 34 min 47 s (SN) Rantanen (Barrie, MacKinnon) — 40 min 57 s (SN) | Arbitrage : Kyle Rehman, Chris Rooney Derek Amell, Andrew Smith |
| Smith            | Gardiens                       | Grubauer                | | Arbitrage : Kyle Rehman, Chris Rooney Derek Amell, Andrew Smith |
| 10 min           | Pénalités                      | 6 min                   | | Arbitrage : Kyle Rehman, Chris Rooney Derek Amell, Andrew Smith |
| 29               | Tirs                           | 32                      | | Arbitrage : Kyle Rehman, Chris Rooney Derek Amell, Andrew Smith |

#### San José contre Las Vegas
Les Sharks de San José, deuxièmes de la division Pacifique, affrontent les Golden Knights de Vegas, finalistes de l'édition précédente, et troisième de cette même division. Les deux équipes se sont rencontrées à quatre reprises pour deux victoires chacune, dont une en prolongation pour San José qui a été dominée 18 but à 10 au total des quatre matches. Tomáš Hertl est le meilleur buteur des Sharks avec 35 buts alors que Brent Burns, grâce à 67 aides, en est le meilleur pointeur. Du côté de Las Vegas, l'attaque de la franchise est répartie entre Jonathan Marchessault, qui mène de peu dans toutes les catégories avec 25 buts, 34 passes et 59 points, juste devant William Karlsson 56 points, Reilly Smith, 53 points et 34 aides lui aussi, et Alex Tuch 52 points. Martin Jones et Marc-André Fleury sont les gardiens numéros un de leurs équipes respectives, Fleury ayant l'avantage des statistiques sur la saison avec 91,3 % d'arrêts pour un moyenne de 2,51 buts encaissés contre 89,6 % et 2,94 buts pour Jones,. 
| 10 avril | San José | 5-2 (1-0, 3-1, 1-1) | Las Vegas | SAP Center at San Jose 17 562 spectateurs |

| Feuille de match | Feuille de match | Feuille de match            | Feuille de match                                                                          | Feuille de match                                                 |
| ---------------- | --- | --------------------------- | ----------------------------------------------------------------------------------------- | ---------------------------------------------------------------- |
|                  | Pavelski (Burns) — 14 min 42 s (SN) Burns (E. Karlsson, Hertl) — 26 min 59 s Vlasic (Thornton, Kane) — 27 min 44 s Kane (E. Karlsson, Nyquist) — 39 min 42 s Hertl (Couture, Vlasic) — 58 min 11 s (CV) | 1-0 2-0 3-0 3-1 4-1 4-2 5-2 | Stone (Stastny, Pacioretty) — 28 min 32 s Stone (Theodore, Pacioretty) — 55 min 26 s (SN) | Arbitrage : Chris Rooney, Kyle Rehman Steve Miller, Ryan Gibbons |
| Jones            | Gardiens | Fleury                      |                                                                                           | Arbitrage : Chris Rooney, Kyle Rehman Steve Miller, Ryan Gibbons |
| 22 min           | Pénalités | 34 min                      |                                                                                           | Arbitrage : Chris Rooney, Kyle Rehman Steve Miller, Ryan Gibbons |
| 33               | Tirs | 26                          |                                                                                           | Arbitrage : Chris Rooney, Kyle Rehman Steve Miller, Ryan Gibbons |

| 12 avril | San José | 3-5 (3-3, 0-1, 0-1) | Las Vegas | SAP Center at San Jose 17 562 spectateurs |

| Feuille de match                      | Feuille de match | Feuille de match                | Feuille de match | Feuille de match                                                   |
| ------------------------------------- | --- | ------------------------------- | --- | ------------------------------------------------------------------ |
|                                       | Couture (Pavelski, E. Karlsson) — 16 min 59 s Hertl (E. Karlsson, Couture) — 17 min 38 s (SN) Thornton (Dillon, Kane) — 19 min 8 s | 0-1 0-2 0-3 1-3 2-3 3-3 3-4 3-5 | Eakin (Pacioretty) — 58 s Miller — 4 min 37 s (IN) Pacioretty (Stastny) — 6 min 11 s Stone (Stastny, Tuch) — 21 min 31 s (SN) W. Karlsson (Smith, Schmidt) — 47 min 35 s (IN) | Arbitrage : Chris Lee, Kelly Sutherland Steve Miller, Ryan Gibbons |
| Jones (6 min 39 s) Dell (49 min 33 s) | Gardiens | Fleury                          | | Arbitrage : Chris Lee, Kelly Sutherland Steve Miller, Ryan Gibbons |
| 12 min                                | Pénalités | 22 min                          | | Arbitrage : Chris Lee, Kelly Sutherland Steve Miller, Ryan Gibbons |
| 37                                    | Tirs | 23                              | | Arbitrage : Chris Lee, Kelly Sutherland Steve Miller, Ryan Gibbons |

| 14 avril | Las Vegas | 6-3 (2-1, 2-0, 2-2) | San José | T-Mobile Arena 18 461 spectateurs |

| Feuille de match | Feuille de match | Feuille de match                    | Feuille de match | Feuille de match                                                  |
| ---------------- | --- | ----------------------------------- | --- | ----------------------------------------------------------------- |
|                  | Stone (Schmidt, Engelland) — 16 s Pacioretty (Theodore, Stastny) — 12 min 16 s (SN) Stastny (Pacioretty, Stone) — 20 min 21 s Stastny (Stone, Theodore) — 36 min 4 s (SN) Stone (Marchessault, Stastny) — 40 min 36 s Stone (Stastny, Theodore) — 53 min 57 s | 1-0 2-0 2-1 3-1 4-1 5-1 5-2 5-3 6-3 | Labanc (Thornton, Sörensen) — 15 min 26 s Couture (E. Karlsson, Jones) — 44 min 57 s (SN) Meier (Nyquist) — 45 min 51 s | Arbitrage : Marc Joannette, Jon McIsaac Brad Kovachik, Ryan Daisy |
| Fleury           | Gardiens | Jones                               | | Arbitrage : Marc Joannette, Jon McIsaac Brad Kovachik, Ryan Daisy |
| 15 min           | Pénalités | 21 min                              | | Arbitrage : Marc Joannette, Jon McIsaac Brad Kovachik, Ryan Daisy |
| 40               | Tirs | 28                                  | | Arbitrage : Marc Joannette, Jon McIsaac Brad Kovachik, Ryan Daisy |

| 16 avril | Las Vegas | 5-0 (2-0, 1-0, 2-0) | San José | T-Mobile Arena 18 567 spectateurs |

| Feuille de match | Feuille de match | Feuille de match            | Feuille de match | Feuille de match                                                 |
| ---------------- | --- | --------------------------- | ---------------- | ---------------------------------------------------------------- |
|                  | Pacioretty (Stone) — 1 min 11 s Theodore (Smith, Pacioretty) — 19 min 13 s Pacioretty (Stone, Theodore) — 32 min 33 s (SN) Tuch (Schmidt, Pacioretty) — 46 min 37 s Marchessault (Schmidt, Smith) — 56 min 24 s (SN) | 1-0 2-0 3-0 4-0 5-0         |                  | Arbitrage : Tim Peel, Dan O'Rourke Greg Devorski, Kiel Murchison |
| Fleury           | Gardiens | Jones (20 min Dell (40 min) |                  | Arbitrage : Tim Peel, Dan O'Rourke Greg Devorski, Kiel Murchison |
| 8 min            | Pénalités | 38 min                      |                  | Arbitrage : Tim Peel, Dan O'Rourke Greg Devorski, Kiel Murchison |
| 27               | Tirs | 28                          |                  | Arbitrage : Tim Peel, Dan O'Rourke Greg Devorski, Kiel Murchison |

| 18 avril | San José | 5-2 (2-1, 1-0, 2-1) | Las Vegas | SAP Center at San Jose 17 562 spectateurs |

| Feuille de match | Feuille de match | Feuille de match            | Feuille de match                                                                                     | Feuille de match                                                      |
| ---------------- | --- | --------------------------- | --- | --------------------------------------------------------------------- |
|                  | Hertl (E. Karlsson, Nyquist) — 1 min 16 s Couture (Meier, E. Karlsson) — 11 min Goodrow (Braun, Ryan) — 32 min 22 s Hertl (Pavelski, Thornton) — 54 min 45 s (SN) Pavelski (Kane) — 58 min 14 s (CV) | 1-0 2-0 2-1 3-1 3-2 4-2 5-2 | Smith (Miller, W. Karlsson) — 19 min 30 s (SN) Marchessault (Miller, W. Karlsson) — 51 min 36 s (SN) | Arbitrage : Francis Charron, Gord Dwyer Kiel Murchison, Greg Devorski |
| Jones            | Gardiens | Fleury                      | | Arbitrage : Francis Charron, Gord Dwyer Kiel Murchison, Greg Devorski |
| 4 min            | Pénalités | 6 min                       | | Arbitrage : Francis Charron, Gord Dwyer Kiel Murchison, Greg Devorski |
| 29               | Tirs | 32                          | | Arbitrage : Francis Charron, Gord Dwyer Kiel Murchison, Greg Devorski |

| 21 avril | Las Vegas | 1-2 (2 pr) (0-1, 1-0, 0-0, 0-0, 0-1) | San José | T-Mobile Arena 18 458 spectateurs |

| Feuille de match | Feuille de match                                   | Feuille de match | Feuille de match                                                | Feuille de match                                                |
| ---------------- | -------------------------------------------------- | ---------------- | --------------------------------------------------------------- | --------------------------------------------------------------- |
|                  | Marchessault (Theodore, W. Karlsson) — 31 min 20 s | 0-1 1-1 1-2      | Couture (Meier) — 19 min 51 s Hertl (Vlasic) — 91 min 17 s (IN) | Arbitrage : Jean Hebert, Steve Kozari Derek Amell, Andrew Smith |
| Fleury           | Gardiens                                           | Jones            |                                                                 | Arbitrage : Jean Hebert, Steve Kozari Derek Amell, Andrew Smith |
| 4 min            | Pénalités                                          | 6 min            |                                                                 | Arbitrage : Jean Hebert, Steve Kozari Derek Amell, Andrew Smith |
| 59               | Tirs                                               | 29               |                                                                 | Arbitrage : Jean Hebert, Steve Kozari Derek Amell, Andrew Smith |

| 23 avril | San José | 5-4 (pr) (0-1, 0-1, 1-2, 1-0) | Las Vegas | SAP Center at San Jose 17 562 spectateurs |

| Feuille de match | Feuille de match | Feuille de match                    | Feuille de match | Feuille de match                                                      |
| ---------------- | --- | ----------------------------------- | --- | --------------------------------------------------------------------- |
|                  | Couture (Labanc, Hertl) — 49 min 20 s (SN) Hertl (E. Karlsson, Labanc) — 50 min 9 s (SN) Couture (Burns, Labanc) — 52 min 53 s (SN) Labanc (Meier) — 53 min 21 s (SN) Goodrow (E. Karlsson, Sörensen) — 78 min 19 s | 0-1 0-2 0-3 1-3 2-3 3-3 4-3 4-4 5-4 | W. Karlsson (Marchessault, Smith) — 10 min 10 s Eakin (McNabb, Theodore) — 30 min Pacioretty (Stone) — 43 min 36 s Marchessault (Smith, Stone) — 59 min 13 s | Arbitrage : Eric Furlatt, Dan O'Halloran Michel Cormier, Brian Murphy |
| Jones            | Gardiens | Fleury                              | | Arbitrage : Eric Furlatt, Dan O'Halloran Michel Cormier, Brian Murphy |
| 4 min            | Pénalités | 23 min                              | | Arbitrage : Eric Furlatt, Dan O'Halloran Michel Cormier, Brian Murphy |
| 48               | Tirs | 38                                  | | Arbitrage : Eric Furlatt, Dan O'Halloran Michel Cormier, Brian Murphy |

### Demi-finales d'association

#### Boston contre Columbus
| 25 avril | Boston | 3-2 (pr) (1-0, 0-0, 2-2, 1-0) | Columbus | TD Garden 17 565 spectateurs |

| Feuille de match | Feuille de match                                                                                                  | Feuille de match    | Feuille de match                                                            | Feuille de match                                                     |
| ---------------- | --- | ------------------- | --------------------------------------------------------------------------- | -------------------------------------------------------------------- |
|                  | Acciari (McAvoy) — 10 min 34 s (IN) Coyle (Johansson, Krug) — 55 min 25 s Coyle (Johansson, Heinen) — 65 min 15 s | 1-0 1-1 1-2 2-2 3-2 | Dubinsky (Nash, Jones) — 47 min 39 s Dubois (Panarine, Jones) — 47 min 52 s | Arbitrage : Francis Charron, Dan O'Rourke Jonny Murray, Ryan Gibbons |
| Rask             | Gardiens | Bobrovski           |                                                                             | Arbitrage : Francis Charron, Dan O'Rourke Jonny Murray, Ryan Gibbons |
| 8 min            | Pénalités | 8 min               |                                                                             | Arbitrage : Francis Charron, Dan O'Rourke Jonny Murray, Ryan Gibbons |
| 37               | Tirs | 22                  |                                                                             | Arbitrage : Francis Charron, Dan O'Rourke Jonny Murray, Ryan Gibbons |

| 27 avril | Boston | 2-3 (2 pr) (1-0, 1-2, 0-0, 0-0, 0-1) | Columbus | TD Garden 17 565 spectateurs |

| Feuille de match | Feuille de match                                                                     | Feuille de match    | Feuille de match | Feuille de match                                                   |
| ---------------- | ------------------------------------------------------------------------------------ | ------------------- | --- | ------------------------------------------------------------------ |
|                  | Grzelcyk (McAvoy, Krejčí) — 7 min 50 s (SN) Pastrňák (Coyle, Johansson) — 22 min 1 s | 1-0 1-1 2-1 2-2 2-3 | Panarine (Jones, Atkinson) — 21 min 3 s (SN) Panarine (Jones) — 28 min 1 s Duchene (Panarine, Atkinson) — 83 min 42 s (SN) | Arbitrage : Marc Joannette Tim Peel Mark Shewchyk, Matt MacPherson |
| Rask             | Gardiens                                                                             | Bobrovski           | | Arbitrage : Marc Joannette Tim Peel Mark Shewchyk, Matt MacPherson |
| 8 min            | Pénalités                                                                            | 8 min               | | Arbitrage : Marc Joannette Tim Peel Mark Shewchyk, Matt MacPherson |
| 31               | Tirs                                                                                 | 41                  | | Arbitrage : Marc Joannette Tim Peel Mark Shewchyk, Matt MacPherson |

| 30 avril | Columbus | 2-1 (1-0, 1-1, 0-0) | Boston | Nationwide Arena 19 337 spectateurs |

| Feuille de match | Feuille de match                                                                       | Feuille de match | Feuille de match                        | Feuille de match                                                        |
| ---------------- | -------------------------------------------------------------------------------------- | ---------------- | --------------------------------------- | ----------------------------------------------------------------------- |
|                  | Jenner (Nash, Harrington) — 18 min 37 s Duchene (Foligno, Atkinson) — 32 min 42 s (SN) | 1-0 2-0 2-1      | DeBrusk (Krejčí, Kuhlman) — 39 min 20 s | Arbitrage : Francois StLaurent, Kevin Pollock Devin Berg, Greg Devorski |
| Bobrovski        | Gardiens                                                                               | Rask             |                                         | Arbitrage : Francois StLaurent, Kevin Pollock Devin Berg, Greg Devorski |
| 4 min            | Pénalités                                                                              | 6 min            |                                         | Arbitrage : Francois StLaurent, Kevin Pollock Devin Berg, Greg Devorski |
| 34               | Tirs                                                                                   | 37               |                                         | Arbitrage : Francois StLaurent, Kevin Pollock Devin Berg, Greg Devorski |

| 2 mai | Columbus | 1-4 (1-2, 0-0, 0-2) | Boston | Nationwide Arena 19 431 spectateurs |

| Feuille de match | Feuille de match                            | Feuille de match    | Feuille de match | Feuille de match                                                  |
| ---------------- | ------------------------------------------- | ------------------- | --- | ----------------------------------------------------------------- |
|                  | Panarine (Bjorkstrand, Dubois) — 8 min 46 s | 0-1 0-2 1-2 1-3 1-4 | Pastrňák (McAvoy) — 3 min 33 s Bergeron (Marchand, Krug) — 7 min 18 s (SN) Kuraly (Chára, Backes) — 48 min 40 s Bergeron (Pastrňák, Krug) — 57 min 30 s (SN) | Arbitrage : Chris Rooney, Gord Dwyer Michel Cormier, Brian Murphy |
| Bobrovski        | Gardiens                                    | Rask                | | Arbitrage : Chris Rooney, Gord Dwyer Michel Cormier, Brian Murphy |
| 22 min           | Pénalités                                   | 8 min               | | Arbitrage : Chris Rooney, Gord Dwyer Michel Cormier, Brian Murphy |
| 40               | Tirs                                        | 48                  | | Arbitrage : Chris Rooney, Gord Dwyer Michel Cormier, Brian Murphy |

| 4 mai | Boston | 4-3 (0-0, 1-0, 3-3) | Columbus | TD Garden 17 565 spectateurs |

| Feuille de match | Feuille de match | Feuille de match            | Feuille de match | Feuille de match                                                    |
| ---------------- | --- | --------------------------- | --- | ------------------------------------------------------------------- |
|                  | Krejčí (DeBrusk, Backes) — 21 min 39 s Marchand (Clifton, Bergeron) — 44 min 51 s Pastrňák (Marchand) — 51 min 16 s Pastrňák (Marchand, Carlo) — 58 min 32 s | 1-0 2-0 2-1 3-1 3-2 3-3 4-3 | Jones (Werenski, Atkinson) — 50 min 33 s Dzingel (Duchene, Savard) — 52 min 7 s Kukan (Panarine, Anderson) — 53 min 58 s | Arbitrage : Wes McCauley, Brian Pochmara Derek Amell, Scott Cherrey |
| Rask             | Gardiens | Bobrovski                   | | Arbitrage : Wes McCauley, Brian Pochmara Derek Amell, Scott Cherrey |
| 4 min            | Pénalités | 4 min                       | | Arbitrage : Wes McCauley, Brian Pochmara Derek Amell, Scott Cherrey |
| 36               | Tirs | 36                          | | Arbitrage : Wes McCauley, Brian Pochmara Derek Amell, Scott Cherrey |

| 6 mai | Columbus | 0-3 (0-0, 0-1, 0-2) | Boston | Nationwide Arena 19 219 spectateurs |

| Feuille de match | Feuille de match | Feuille de match | Feuille de match | Feuille de match                                                       |
| ---------------- | ---------------- | ---------------- | --- | ---------------------------------------------------------------------- |
|                  |                  | 0-1 0-2 0-3      | Krejčí (DeBrusk, Clifton) — 32 min 13 s Johansson (Coyle, Heinen) — 48 min 58 s Backes (Krug, Krejčí) — 50 min 39 s | Arbitrage : Kelly Sutherland, Steve Kozari Pierre Racicot, Trent Knorr |
| Bobrovski        | Gardiens         | Rask             | | Arbitrage : Kelly Sutherland, Steve Kozari Pierre Racicot, Trent Knorr |
| 2 min            | Pénalités        | 8 min            | | Arbitrage : Kelly Sutherland, Steve Kozari Pierre Racicot, Trent Knorr |
| 39               | Tirs             | 29               | | Arbitrage : Kelly Sutherland, Steve Kozari Pierre Racicot, Trent Knorr |

#### New York contre Caroline
| 26 avril | New York | 0-1 (pr) (0-0, 0-0, 0-0, 0-1) | Caroline | Barclays Center 15 795 spectateurs |

| Feuille de match | Feuille de match | Feuille de match | Feuille de match                         | Feuille de match                                                                   |
| ---------------- | ---------------- | ---------------- | ---------------------------------------- | ---------------------------------------------------------------------------------- |
|                  |                  | 0-1              | Staal (Niederreiter, Pesce) — 64 min 4 s | Arbitrage : Wes McCauley, Brian Pochmara, Jon McIsaac Michel Cormier, Brian Murphy |
| Lehner           | Gardiens         | Mrázek           |                                          | Arbitrage : Wes McCauley, Brian Pochmara, Jon McIsaac Michel Cormier, Brian Murphy |
| 8 min            | Pénalités        | 10 min           |                                          | Arbitrage : Wes McCauley, Brian Pochmara, Jon McIsaac Michel Cormier, Brian Murphy |
| 31               | Tirs             | 32               |                                          | Arbitrage : Wes McCauley, Brian Pochmara, Jon McIsaac Michel Cormier, Brian Murphy |

| 28 avril | New York | 1-2 (1-0, 0-0, 0-2) | Caroline | Barclays Center 15 795 spectateurs |

| Feuille de match | Feuille de match                        | Feuille de match                             | Feuille de match                                                                            | Feuille de match                                                                  |
| ---------------- | --------------------------------------- | -------------------------------------------- | ------------------------------------------------------------------------------------------- | --------------------------------------------------------------------------------- |
|                  | Barzal (Lee, Eberle) — 13 min 17 s (SN) | 1-0 1-1 1-2                                  | Foegele (Wallmark, Mäenalanen) — 40 min 17 s Niederreiter (Teräväinen, Slavin) — 41 min 5 s | Arbitrage : Dan O'Rourke, Francis Charron, Jon McIsaac Derek Amell, Scott Cherrey |
| Lehner           | Gardiens                                | Mrázek (26 min 27 s) McElhinney 33 min 33 s) |                                                                                             | Arbitrage : Dan O'Rourke, Francis Charron, Jon McIsaac Derek Amell, Scott Cherrey |
| 6 min            | Pénalités                               | 4 min                                        |                                                                                             | Arbitrage : Dan O'Rourke, Francis Charron, Jon McIsaac Derek Amell, Scott Cherrey |
| 27               | Tirs                                    | 18                                           |                                                                                             | Arbitrage : Dan O'Rourke, Francis Charron, Jon McIsaac Derek Amell, Scott Cherrey |

| 1er mai | Caroline | 5-2 (1-1, 1-1, 3-0) | New York | PNC Arena 19 066 spectateurs |

| Feuille de match | Feuille de match | Feuille de match            | Feuille de match                                                          | Feuille de match                                                    |
| ---------------- | --- | --------------------------- | ------------------------------------------------------------------------- | ------------------------------------------------------------------- |
|                  | Teräväinen (Slavin, Hamilton) — 6 min 41 s Faulk (Foegele, Staal) — 31 min 58 s Williams (Aho) — 50 min 15 s Teräväinen (Pesce, Slavin) — 59 min 2 s (CV) Aho (Wallmark) — 59 min 55 s (CV) | 1-0 1-1 2-1 2-2 3-2 4-2 5-2 | Toews (Bailey, Eberle) — 8 min 20 s (SN) Bailey (Kühnhackl) — 34 min 13 s | Arbitrage : Tim Peel, Marc Joannette Mark Shewchyk, Matt MacPherson |
| McElhinney       | Gardiens | Lehner                      |                                                                           | Arbitrage : Tim Peel, Marc Joannette Mark Shewchyk, Matt MacPherson |
| 6 min            | Pénalités | 4 min                       |                                                                           | Arbitrage : Tim Peel, Marc Joannette Mark Shewchyk, Matt MacPherson |
| 38               | Tirs | 30                          |                                                                           | Arbitrage : Tim Peel, Marc Joannette Mark Shewchyk, Matt MacPherson |

| 3 mai | Caroline | 5-2 (1-1, 3-0, 1-1) | New York | PNC Arena 19 495 spectateurs |

| Feuille de match | Feuille de match | Feuille de match                         | Feuille de match                                                                | Feuille de match                                                      |
| ---------------- | --- | ---------------------------------------- | ------------------------------------------------------------------------------- | --------------------------------------------------------------------- |
|                  | Aho (Teräväinen, Faulk) — 4 min 44 s (SN) Teräväinen (Foegele, Aho) — 22 min 11 s McKegg (Pesce, Martinook) — 23 min 17 s Williams (Staal, Niederreiter) — 28 min 51 s Svetchnikov (Faulk) — 55 min 13 s | 0-1 1-1 2-1 3-1 4-1 5-1 5-2              | Barzal (Toews, Eberle) — 2 min 30 s (SN) Nelson (Mayfield, Toews) — 58 min 51 s | Arbitrage : Kelly Sutherland, Steve Kozari Ryan Gibbons, Jonny Murray |
| McElhinney       | Gardiens | Lehner (23 min 17 s Greiss (36 min 27 s) |                                                                                 | Arbitrage : Kelly Sutherland, Steve Kozari Ryan Gibbons, Jonny Murray |
| 8 min            | Pénalités | 10 min                                   |                                                                                 | Arbitrage : Kelly Sutherland, Steve Kozari Ryan Gibbons, Jonny Murray |
| 21               | Tirs | 28                                       |                                                                                 | Arbitrage : Kelly Sutherland, Steve Kozari Ryan Gibbons, Jonny Murray |

#### Saint-Louis contre Dallas
| 25 avril | Saint-Louis | 3-2 (1-0, 1-1, 1-1) | Dallas | Enterprise Center 18 014 spectateurs |

| Feuille de match | Feuille de match | Feuille de match | Feuille de match                                                                   | Feuille de match                                                |
| ---------------- | --- | ---------------- | ---------------------------------------------------------------------------------- | --------------------------------------------------------------- |
|                  | Fabbri (Barbachiov, Parayko) — 5 min 57 s Tarassenko (Schenn, Pietrangelo) — 38 min 3 s (SN) Tarassenko — 43 min 51 s | 1-0              | Spezza (Klingberg, Zuccarello Aasen) — 30 min 25 s Benn (Hintz) — 57 min 43 s (SN) | Arbitrage : Chris Rooney, Gord Dwyer Scott Cherrey, Derek Amell |
| Binnington       | Gardiens | Bishop           |                                                                                    | Arbitrage : Chris Rooney, Gord Dwyer Scott Cherrey, Derek Amell |
| 10 min           | Pénalités | 10 min           |                                                                                    | Arbitrage : Chris Rooney, Gord Dwyer Scott Cherrey, Derek Amell |
| 20               | Tirs | 29               |                                                                                    | Arbitrage : Chris Rooney, Gord Dwyer Scott Cherrey, Derek Amell |

| 27 avril | Saint-Louis | 2-4 (1-3, 0-0, 1-1) | Dallas | Enterprise Center 18 285 spectateurs |

| Feuille de match | Feuille de match                                                          | Feuille de match        | Feuille de match | Feuille de match                                                        |
| ---------------- | ------------------------------------------------------------------------- | ----------------------- | --- | ----------------------------------------------------------------------- |
|                  | Parayko (O'Reilly, Perron) — 14 min 25 s Schwartz (Parayko) — 41 min 48 s | 0-1 0-2 1-2 1-3 2-3 2-4 | Hintz (Zuccarello Aasen, Dickinson) — 7 min 11 s Heiskanen (Hintz, Zuccarello Aasen) — 13 min 39 s Janmark (Dickinson) — 14 min 51 s Hintz (Benn) — 59 min 57 s (CV) | Arbitrage : Kevin Pollock, Francois StLaurent Greg Devorski, Devin Berg |
| Binnington       | Gardiens                                                                  | Bishop                  | | Arbitrage : Kevin Pollock, Francois StLaurent Greg Devorski, Devin Berg |
| 8 min            | Pénalités                                                                 | 14 min                  | | Arbitrage : Kevin Pollock, Francois StLaurent Greg Devorski, Devin Berg |
| 34               | Tirs                                                                      | 35                      | | Arbitrage : Kevin Pollock, Francois StLaurent Greg Devorski, Devin Berg |

| 29 avril | Dallas | 3-4 (1-1, 0-1, 2-2) | Saint-Louis | American Airlines Center 18 532 spectateurs |

| Feuille de match | Feuille de match | Feuille de match            | Feuille de match | Feuille de match                                                      |
| ---------------- | --- | --------------------------- | --- | --------------------------------------------------------------------- |
|                  | Radoulov (Spezza, Dowling) — 17 min 12 s (SN) Cogliano (Janmark) — 53 min 6 s (IN) Seguin (Heiskanen, Zuccarello Aasen) — 55 min 52 s | 0-1 1-1 1-2 2-2 2-3 3-3 3-4 | Schwartz (Parayko, O'Reilly) — 1 min 27 s Bozak (Thomas, Dunn) — 28 min 30 s Pietrangelo (Bouwmeester, Schwartz) — 54 min 24 s Maroon (Bouwmeester, Bozak) — 58 min 22 s | Arbitrage : Steve Kozari, Kelly Sutherland Jonny Murray, Ryan Gibbons |
| Bishop           | Gardiens | Binnington                  | | Arbitrage : Steve Kozari, Kelly Sutherland Jonny Murray, Ryan Gibbons |
| 6 min            | Pénalités | 10 min                      | | Arbitrage : Steve Kozari, Kelly Sutherland Jonny Murray, Ryan Gibbons |
| 31               | Tirs | 34                          | | Arbitrage : Steve Kozari, Kelly Sutherland Jonny Murray, Ryan Gibbons |

| 1er mai | Dallas | 4-2 (2-1, 2-0, 0-1) | Saint-Louis | American Airlines Center 18 790 spectateurs |

| Feuille de match | Feuille de match | Feuille de match        | Feuille de match                                                                          | Feuille de match                                                     |
| ---------------- | --- | ----------------------- | ----------------------------------------------------------------------------------------- | -------------------------------------------------------------------- |
|                  | Dickinson (Seguin, Zuccarello Aasen) — 11 min 23 s Spezza (Radoulov, Lindell) — 19 min 8 s (SN) Klingberg (Seguin, Zuccarello Aasen) — 29 min 26 s Hintz (Benn, Radoulov) — 37 min 28 s | 0-1 1-1 2-1 3-1 4-1 4-2 | Tarassenko (Dunn, O'Reilly) — 5 min 2 s (SN) Thomas (Pietrangelo, O'Reilly) — 53 min 44 s | Arbitrage : Wes McCauley, Brian Pochmara Trent Knorr, Pierre Racicot |
| Bishop           | Gardiens | Binnington              |                                                                                           | Arbitrage : Wes McCauley, Brian Pochmara Trent Knorr, Pierre Racicot |
| 8 min            | Pénalités | 6 min                   |                                                                                           | Arbitrage : Wes McCauley, Brian Pochmara Trent Knorr, Pierre Racicot |
| 31               | Tirs | 29                      |                                                                                           | Arbitrage : Wes McCauley, Brian Pochmara Trent Knorr, Pierre Racicot |

| 3 mai | Saint-Louis | 1-2 (0-1, 0-1, 1-0) | Dallas | Enterprise Center 18 452 spectateurs |

| Feuille de match | Feuille de match       | Feuille de match | Feuille de match                                                                  | Feuille de match                                                         |
| ---------------- | ---------------------- | ---------------- | --------------------------------------------------------------------------------- | ------------------------------------------------------------------------ |
|                  | Schwartz — 48 min 26 s | 0-1 0-2 1-2      | Spezza (Seguin, Janmark) — 2 min 42 s Lindell (Radoulov, Klingberg) — 26 min 13 s | Arbitrage : Francis Charron, Dan O'Rourke Mark Shewchyk, Matt MacPherson |
| Binnington       | Gardiens               | Bishop           |                                                                                   | Arbitrage : Francis Charron, Dan O'Rourke Mark Shewchyk, Matt MacPherson |
| 4 min            | Pénalités              | 8 min            |                                                                                   | Arbitrage : Francis Charron, Dan O'Rourke Mark Shewchyk, Matt MacPherson |
| 39               | Tirs                   | 27               |                                                                                   | Arbitrage : Francis Charron, Dan O'Rourke Mark Shewchyk, Matt MacPherson |

| 5 mai | Dallas | 1-4 (1-1, 0-1, 0-2) | Saint-Louis | American Airlines Center 18 876 spectateurs |

| Feuille de match                             | Feuille de match                                   | Feuille de match    | Feuille de match | Feuille de match                                                  |
| -------------------------------------------- | -------------------------------------------------- | ------------------- | --- | ----------------------------------------------------------------- |
|                                              | Seguin (Zuccarello Aasen, Benn) — 11 min 35 s (SN) | 0-1 1-1 1-2 1-3 1-4 | Pietrangelo (Edmundson, Schwartz) — 1 min 3 s Perron (Sundqvist, Barbachiov) — 35 min 24 s Schwartz (Steen, Parayko) — 47 min 37 s Blais (O'Reilly) — 48 min 10 s | Arbitrage : Gord Dwyer, Chris Rooney Brian Murphy, Michel Cormier |
| Bishop (48 min 10 s) Khoudobine (11 min 5 s) | Gardiens                                           | Binnington          | | Arbitrage : Gord Dwyer, Chris Rooney Brian Murphy, Michel Cormier |
| 8 min                                        | Pénalités                                          | 6 min               | | Arbitrage : Gord Dwyer, Chris Rooney Brian Murphy, Michel Cormier |
| 23                                           | Tirs                                               | 25                  | | Arbitrage : Gord Dwyer, Chris Rooney Brian Murphy, Michel Cormier |

| 7 mai | Saint-Louis | 2-1 (2 pr) (1-1, 0-0, 0-0, 0-0, 1-0) | Dallas | Enterprise Center 18 531 spectateurs |

| Feuille de match | Feuille de match                                                              | Feuille de match | Feuille de match               | Feuille de match                                                     |
| ---------------- | ----------------------------------------------------------------------------- | ---------------- | ------------------------------ | -------------------------------------------------------------------- |
|                  | Dunn (Pietrangelo, Thomas) — 13 min 30 s Maroon (Thomas, Bozak) — 85 min 50 s | 1-0 1-1 2-1      | Zuccarello Aasen — 15 min 55 s | Arbitrage : Marc Joannette, Chris Rooney Jonny Murray, Greg Devorski |
| Binnington       | Gardiens                                                                      | Bishop           |                                | Arbitrage : Marc Joannette, Chris Rooney Jonny Murray, Greg Devorski |
| 0 min            | Pénalités                                                                     | 4 min            |                                | Arbitrage : Marc Joannette, Chris Rooney Jonny Murray, Greg Devorski |
| 54               | Tirs                                                                          | 30               |                                | Arbitrage : Marc Joannette, Chris Rooney Jonny Murray, Greg Devorski |

#### San José contre Colorado
| 26 avril | San José | 5-2 (1-1, 3-1, 1-0) | Colorado | SAP Center at San Jose 17 562 spectateurs |

| Feuille de match | Feuille de match | Feuille de match            | Feuille de match                                                                   | Feuille de match                                                       |
| ---------------- | --- | --------------------------- | ---------------------------------------------------------------------------------- | ---------------------------------------------------------------------- |
|                  | Nyquist (Burns, Couture) — 14 min 44 s Thornton (Sörensen) — 30 min 5 s Labanc (Burns) — 36 min 2 s Burns (Sörensen, Thornton) — 39 min Meier (Burns) — 59 min 31 s (CV) | 0-1 1-1 1-2 2-2 3-2 4-2 5-2 | Bourque (Makar, Jost) — 2 min 10 s Wilson (Rantanen, MacKinnon) — 23 min 56 s (SN) | Arbitrage : Steve Kozari, Kelly Sutherland Trent Knorr, Pierre Racicot |
| Jones            | Gardiens | Grubauer                    |                                                                                    | Arbitrage : Steve Kozari, Kelly Sutherland Trent Knorr, Pierre Racicot |
| 6 min            | Pénalités | 4 min                       |                                                                                    | Arbitrage : Steve Kozari, Kelly Sutherland Trent Knorr, Pierre Racicot |
| 27               | Tirs | 28                          |                                                                                    | Arbitrage : Steve Kozari, Kelly Sutherland Trent Knorr, Pierre Racicot |

| 28 avril | San José | 3-4 (1-0, 0-2, 2-2) | Colorado | SAP Center at San Jose 17 562 spectateurs |

| Feuille de match | Feuille de match                                                                                                 | Feuille de match            | Feuille de match | Feuille de match                                                 |
| ---------------- | --- | --------------------------- | --- | ---------------------------------------------------------------- |
|                  | Kane (Burns, Hertl) — 7 min 57 s Burns (Karlsson, Sörensen) — 55 min 26 s Burns (Hertl, Kane) — 59 min 49 s (SN) | 1-0 1-1 1-2 1-3 2-3 2-4 3-4 | Landeskog (Barrie, MacKinnon) — 28 min 21 s Barrie (Landeskog, Rantanen) — 36 min 31 s Nieto (Calvert, Barrie) — 50 min 10 s MacKinnon (Calvert, Grubauer) — 58 min 58 s (CV) | Arbitrage : Gord Dwyer, Chris Rooney Trent Knorr, Pierre Racicot |
| Jones            | Gardiens | Grubauer                    | | Arbitrage : Gord Dwyer, Chris Rooney Trent Knorr, Pierre Racicot |
| 4 min            | Pénalités | 6 min                       | | Arbitrage : Gord Dwyer, Chris Rooney Trent Knorr, Pierre Racicot |
| 34               | Tirs | 32                          | | Arbitrage : Gord Dwyer, Chris Rooney Trent Knorr, Pierre Racicot |

| 30 avril | Colorado | 2-4 (0-2, 1-0, 1-2) | San José | Pepsi Center 18 106 spectateurs |

| Feuille de match | Feuille de match                                                   | Feuille de match        | Feuille de match | Feuille de match                                                       |
| ---------------- | ------------------------------------------------------------------ | ----------------------- | --- | ---------------------------------------------------------------------- |
|                  | MacKinnon (Cole) — 35 min 51 s Nieto (Girard, Makar) — 51 min 45 s | 0-1 0-2 1-2 2-2 2-3 2-4 | Couture (Nyquist, Meier) — 15 min 24 s Meier — 18 min 42 s Couture (Meier, Nyquist) — 52 min 50 s Couture (Karlsson) — 59 min 30 s (CV) | Arbitrage : Francis Charron, Dan O'Rourke Michel Cormier, Brian Murphy |
| Grubauer         | Gardiens                                                           | Jones                   | | Arbitrage : Francis Charron, Dan O'Rourke Michel Cormier, Brian Murphy |
| 8 min            | Pénalités                                                          | 8 min                   | | Arbitrage : Francis Charron, Dan O'Rourke Michel Cormier, Brian Murphy |
| 27               | Tirs                                                               | 31                      | | Arbitrage : Francis Charron, Dan O'Rourke Michel Cormier, Brian Murphy |

| 2 mai | Colorado | 3-0 (0-0, 1-0, 2-0) | San José | Pepsi Center 18 110 spectateurs |

| Feuille de match | Feuille de match | Feuille de match | Feuille de match | Feuille de match                                                         |
| ---------------- | --- | ---------------- | ---------------- | ------------------------------------------------------------------------ |
|                  | MacKinnon (Rantanen, Makar) — 30 min 34 s Wilson (Rantanen, Landeskog) — 43 min 11 s (SN) Johnson (Calvert, Nieto) — 58 min 51 s (CV) | 1-0 2-0 3-0      |                  | Arbitrage : Kevin Pollock, Francois StLaurent Derek Amell, Scott Cherrey |
| Grubauer         | Gardiens | Jones            |                  | Arbitrage : Kevin Pollock, Francois StLaurent Derek Amell, Scott Cherrey |
| 6 min            | Pénalités | 12 min           |                  | Arbitrage : Kevin Pollock, Francois StLaurent Derek Amell, Scott Cherrey |
| 28               | Tirs | 32               |                  | Arbitrage : Kevin Pollock, Francois StLaurent Derek Amell, Scott Cherrey |

| 4 mai | San José | 2-1 (0-0, 1-1, 1-0) | Colorado | SAP Center at San Jose 17 562 spectateurs |

| Feuille de match | Feuille de match                                                                   | Feuille de match | Feuille de match  | Feuille de match                                               |
| ---------------- | ---------------------------------------------------------------------------------- | ---------------- | ----------------- | -------------------------------------------------------------- |
|                  | Hertl (Couture, Karlsson) — 39 min 40 s (SN) Hertl (Vlasic, Donskoi) — 46 min 26 s | 0-1 1-1 2-1      | Jost — 37 min 1 s | Arbitrage : Tim Peel, Marc Joannette Devin Berg, Greg Devorski |
| Jones            | Gardiens                                                                           | Grubauer         |                   | Arbitrage : Tim Peel, Marc Joannette Devin Berg, Greg Devorski |
| 6 min            | Pénalités                                                                          | 10 min           |                   | Arbitrage : Tim Peel, Marc Joannette Devin Berg, Greg Devorski |
| 39               | Tirs                                                                               | 22               |                   | Arbitrage : Tim Peel, Marc Joannette Devin Berg, Greg Devorski |

| 6 mai | Colorado | 4-3 (pr) (0-0, 2-2, 1-1, 1-0) | San José | Pepsi Center 18 098 spectateurs |

| Feuille de match | Feuille de match | Feuille de match            | Feuille de match                                                                                             | Feuille de match                                                        |
| ---------------- | --- | --------------------------- | --- | ----------------------------------------------------------------------- |
|                  | Jost (Compher, Cole) — 24 min 5 s Compher (Söderberg, Kerfoot) — 38 min 44 s Compher (Brassard, Wilson) — 44 min Landeskog (Makar) — 62 min 32 s | 1-0 1-1 2-1 2-2 3-2 3-3 4-3 | Vlasic (Meier, Nyquist) — 34 min 36 s Burns (Karlsson) — 39 min 50 s Vlasic (Couture, Nyquist) — 57 min 32 s | Arbitrage : Brian Pochmara, Wes McCauley Matt MacPherson, Mark Shewchyk |
| Grubauer         | Gardiens | Jones                       | | Arbitrage : Brian Pochmara, Wes McCauley Matt MacPherson, Mark Shewchyk |
| 2 min            | Pénalités | 6 min                       | | Arbitrage : Brian Pochmara, Wes McCauley Matt MacPherson, Mark Shewchyk |
| 26               | Tirs | 22                          | | Arbitrage : Brian Pochmara, Wes McCauley Matt MacPherson, Mark Shewchyk |

| 8 mai | San José | 3-2 (2-1, 1-0, 0-1) | Colorado | SAP Center at San Jose 17 562 spectateurs |

| Feuille de match | Feuille de match                                                                                                  | Feuille de match    | Feuille de match                                                                | Feuille de match                                                      |
| ---------------- | --- | ------------------- | ------------------------------------------------------------------------------- | --------------------------------------------------------------------- |
|                  | Pavelski (Burns, Hertl) — 5 min 57 s Hertl (Pavelski, Kane) — 11 min 35 s Donskoi (Burns, Karlsson) — 32 min 37 s | 1-0 2-0 2-1 3-1 3-2 | Rantanen (Girard, Landeskog) — 19 min 53 s Jost (Wilson, Kerfoot) — 40 min 51 s | Arbitrage : Wes McCauley, Kelly Sutherland Derek Amell, Scott Cherrey |
| Jones            | Gardiens | Grubauer            |                                                                                 | Arbitrage : Wes McCauley, Kelly Sutherland Derek Amell, Scott Cherrey |
| 6 min            | Pénalités | 6 min               |                                                                                 | Arbitrage : Wes McCauley, Kelly Sutherland Derek Amell, Scott Cherrey |
| 27               | Tirs | 29                  |                                                                                 | Arbitrage : Wes McCauley, Kelly Sutherland Derek Amell, Scott Cherrey |

### Finales d'association

#### Boston contre Caroline
| 9 mai | Boston | 5-2 (1-1, 0-1, 4-0) | Caroline | TD Garden 17 565 spectateurs |

| Feuille de match | Feuille de match | Feuille de match            | Feuille de match                                                                     | Feuille de match                                                       |
| ---------------- | --- | --------------------------- | ------------------------------------------------------------------------------------ | ---------------------------------------------------------------------- |
|                  | Kampfer (Johansson) — 2 min 55 s Johansson (Marchand, Krejčí) — 42 min 26 s (SN) Bergeron (Marchand, DeBrusk) — 42 min 54 s (SN) Coyle (Carlo, Kuraly) — 57 min 47 s (CV) Wagner — 57 min 58 s | 1-0 1-1 1-2 2-2 3-2 4-2 5-2 | Aho (Svetchnikov, Staal) — 3 min 42 s (SN) McKegg (Martinook, Ferland) — 29 min 18 s | Arbitrage : Marc Joannette, Dan O'Rourke Matt MacPherson, Jonny Murray |
| Rask             | Gardiens | Mrázek                      |                                                                                      | Arbitrage : Marc Joannette, Dan O'Rourke Matt MacPherson, Jonny Murray |
| 6 min            | Pénalités | 10 min                      |                                                                                      | Arbitrage : Marc Joannette, Dan O'Rourke Matt MacPherson, Jonny Murray |
| 28               | Tirs | 31                          |                                                                                      | Arbitrage : Marc Joannette, Dan O'Rourke Matt MacPherson, Jonny Murray |

| 12 mai | Boston | 6-2 (2-0, 2-0, 2-2) | Caroline | TD Garden 17 565 spectateurs |

| Feuille de match | Feuille de match | Feuille de match                | Feuille de match                                             | Feuille de match                                               |
| ---------------- | --- | ------------------------------- | ------------------------------------------------------------ | -------------------------------------------------------------- |
|                  | Grzelcyk (Johansson, Coyle) — 15 min 22 s DeBrusk (Pastrňák, Krug) — 18 min 32 s (SN) Clifton (Johansson, Heinen) — 23 min 46 s Grzelcyk (Coyle, Krug) — 37 min 56 s (SN) Backes (Krejčí, Krug) — 41 min 10 s Heinen (Bergeron, Coyle) — 44 min 32 s | 1-0 2-0 3-0 4-0 5-0 6-0 6-1 6-2 | Williams (Faulk, Aho) — 51 min 17 s Teräväinen — 57 min 32 s | Arbitrage : Gord Dwyer, Chris Rooney Greg Devorski, Devin Berg |
| Rask             | Gardiens | Mrázek                          |                                                              | Arbitrage : Gord Dwyer, Chris Rooney Greg Devorski, Devin Berg |
| 8 min            | Pénalités | 4 min                           |                                                              | Arbitrage : Gord Dwyer, Chris Rooney Greg Devorski, Devin Berg |
| 25               | Tirs | 23                              |                                                              | Arbitrage : Gord Dwyer, Chris Rooney Greg Devorski, Devin Berg |

| 14 mai | Caroline | 1-2 (0-0, 1-2, 0-0) | Boston | PNC Arena 18 768 spectateurs |

| Feuille de match | Feuille de match                   | Feuille de match | Feuille de match                                                                      | Feuille de match                                                       |
| ---------------- | ---------------------------------- | ---------------- | ------------------------------------------------------------------------------------- | ---------------------------------------------------------------------- |
|                  | De Haan (Faulk, Aho) — 33 min 48 s | 0-1 0-2 1-2      | Wagner (Nordström, Kuraly) — 21 min 21 s Marchand (Krejčí, McAvoy) — 26 min 28 s (SN) | Arbitrage : Steve Kozari, Kelly Sutherland Trent Knorr, Pierre Racicot |
| Mrázek           | Gardiens                           | Rask             |                                                                                       | Arbitrage : Steve Kozari, Kelly Sutherland Trent Knorr, Pierre Racicot |
| 14 min           | Pénalités                          | 14 min           |                                                                                       | Arbitrage : Steve Kozari, Kelly Sutherland Trent Knorr, Pierre Racicot |
| 36               | Tirs                               | 31               |                                                                                       | Arbitrage : Steve Kozari, Kelly Sutherland Trent Knorr, Pierre Racicot |

| 16 mai | Caroline | 0-4 (0-0, 0-2, 0-2) | Boston | PNC Arena 1 941 spectateurs |

| Feuille de match | Feuille de match | Feuille de match | Feuille de match | Feuille de match                                                     |
| ---------------- | ---------------- | ---------------- | --- | -------------------------------------------------------------------- |
|                  |                  | 0-1 0-2 0-3 0-4  | Pastrňák (Marchand, Krug) — 24 min 46 s (SN) Bergeron (Pastrňák) — 38 min 34 s (SN) Bergeron (Pastrňák) — 50 min 32 s Marchand (Bergeron, Krejčí) — 57 min 43 s (CV) | Arbitrage : Wes McCauley, Francis Charron Scott Cherrey, Derek Amell |
| McElhinney       | Gardiens         | Rask             | | Arbitrage : Wes McCauley, Francis Charron Scott Cherrey, Derek Amell |
| 6 min            | Pénalités        | 4 min            | | Arbitrage : Wes McCauley, Francis Charron Scott Cherrey, Derek Amell |
| 24               | Tirs             | 23               | | Arbitrage : Wes McCauley, Francis Charron Scott Cherrey, Derek Amell |

#### San José contre Saint-Louis
| 11 mai | San José | 6-3 (2-1, 3-1, 1-1) | Saint-Louis | SAP Center at San Jose 17 562 spectateurs |

| Feuille de match | Feuille de match | Feuille de match                    | Feuille de match | Feuille de match                                                       |
| ---------------- | --- | ----------------------------------- | --- | ---------------------------------------------------------------------- |
|                  | Couture (Nyquist, Meier) — 3 min 31 s Pavelski (Burns, Karlsson) — 11 min 24 s (SN) Labanc (Thornton) — 27 min 41 s Meier (Couture) — 30 min 24 s Meier (Vlasic, Nyquist) — 37 min 34 s Couture (Pavelski, Kane) — 57 min 39 s (CV) | 1-0 1-1 2-1 3-1 3-2 4-2 5-2 5-3 6-3 | Edmundson (Schwartz, Tarassenko) — 9 min 13 s O'Reilly (Perron, Blais) — 28 min 58 s Bozak (Maroon, Dunn) — 53 min 1 s | Arbitrage : Steve Kozari, Kelly Sutherland Pierre Racicot, Trent Knorr |
| Jones            | Gardiens | Binnington                          | | Arbitrage : Steve Kozari, Kelly Sutherland Pierre Racicot, Trent Knorr |
| 16 min           | Pénalités | 22 min                              | | Arbitrage : Steve Kozari, Kelly Sutherland Pierre Racicot, Trent Knorr |
| 25               | Tirs | 31                                  | | Arbitrage : Steve Kozari, Kelly Sutherland Pierre Racicot, Trent Knorr |

| 13 mai | San José | 2-4 (0-1, 2-2, 0-1) | Saint-Louis | SAP Center at San Jose 17 562 spectateurs |

| Feuille de match | Feuille de match                                         | Feuille de match        | Feuille de match | Feuille de match                                                     |
| ---------------- | -------------------------------------------------------- | ----------------------- | --- | -------------------------------------------------------------------- |
|                  | Couture — 24 min 55 s (IN) Couture (Meier) — 26 min 54 s | 0-1 0-2 1-2 2-2 2-3 2-4 | Schwartz (Tarassenko, Edmundson) — 2 min 34 s Dunn (O'Reilly, Perron) — 24 min 16 s Bortuzzo (Edmundson, Bozak) — 36 min 34 s Sundqvist (Steen, Pietrangelo) — 56 min 52 s | Arbitrage : Wes McCauley, Francis Charron Derek Amell, Scott Cherrey |
| Jones            | Gardiens                                                 | Binnington              | | Arbitrage : Wes McCauley, Francis Charron Derek Amell, Scott Cherrey |
| 10 min           | Pénalités                                                | 4 min                   | | Arbitrage : Wes McCauley, Francis Charron Derek Amell, Scott Cherrey |
| 26               | Tirs                                                     | 25                      | | Arbitrage : Wes McCauley, Francis Charron Derek Amell, Scott Cherrey |

| 15 mai | Saint-Louis | 4-5 (pr) (0-2, 4-1, 0-1, 0-1) | San José | Enterprise Center 18 360 spectateurs |

| Feuille de match | Feuille de match | Feuille de match                    | Feuille de match | Feuille de match                                                       |
| ---------------- | --- | ----------------------------------- | --- | ---------------------------------------------------------------------- |
|                  | Steen (Barbachiov) — 21 min 18 s Tarassenko (Schenn, Parayko) — 24 min 5 s Perron (Parayko, Edmundson) — 36 min 3 s Perron (Maroon, Parayko) — 38 min 42 s (SN) | 0-1 0-2 1-2 1-3 2-3 3-3 4-3 4-4 4-5 | Karlsson — 13 min 37 s Thornton (Vlasic, Labanc) — 16 min 58 s Thornton (Labanc, Dillon) — 21 min 36 s Couture (Pavelski, Thornton) — 58 min 59 s Karlsson (Nyquist, Meier) — 65 min 23 s | Arbitrage : Marc Joannette, Dan O'Rourke Jonny Murray, Matt MacPherson |
| Binnington       | Gardiens | Jones                               | | Arbitrage : Marc Joannette, Dan O'Rourke Jonny Murray, Matt MacPherson |
| 2 min            | Pénalités | 2 min                               | | Arbitrage : Marc Joannette, Dan O'Rourke Jonny Murray, Matt MacPherson |
| 32               | Tirs | 32                                  | | Arbitrage : Marc Joannette, Dan O'Rourke Jonny Murray, Matt MacPherson |

| 17 mai | Saint-Louis | 2-1 (2-0, 0-0, 0-1) | San José | Enterprise Center 18 496 spectateurs |

| Feuille de match | Feuille de match                                                | Feuille de match | Feuille de match                           | Feuille de match                                               |
| ---------------- | --------------------------------------------------------------- | ---------------- | ------------------------------------------ | -------------------------------------------------------------- |
|                  | Barbachiov — 35 s Bozak (Maroon, Tarassenko) — 17 min 53 s (SN) | 1-0 2-0 2-1      | Hertl (Burns, Karlsson) — 46 min 48 s (SN) | Arbitrage : Gord Dwyer, Chris Rooney Greg Devorski, Devin Berg |
| Binnington       | Gardiens                                                        | Jones            |                                            | Arbitrage : Gord Dwyer, Chris Rooney Greg Devorski, Devin Berg |
| 8 min            | Pénalités                                                       | 10 min           |                                            | Arbitrage : Gord Dwyer, Chris Rooney Greg Devorski, Devin Berg |
| 22               | Tirs                                                            | 30               |                                            | Arbitrage : Gord Dwyer, Chris Rooney Greg Devorski, Devin Berg |

| 19 mai | San José | 0-5 (0-1, 0-2, 0-2) | Saint-Louis | SAP Center at San Jose 17 562 spectateurs |

| Feuille de match | Feuille de match | Feuille de match    | Feuille de match | Feuille de match                                                       |
| ---------------- | ---------------- | ------------------- | --- | ---------------------------------------------------------------------- |
|                  |                  | 0-1 0-2 0-3 0-4 0-5 | Sundqvist — 5 min 50 s Schwartz — 23 min 5 s Tarassenko — 26 min 53 s (TP) Schwartz (Perron, Tarassenko) — 42 min 19 s (SN) Schwartz (Tarassenko, Schenn) — 56 min 2 s | Arbitrage : Steve Kozari, Kelly Sutherland Trent Knorr, Pierre Racicot |
| Jones            | Gardiens         | Binnington          | | Arbitrage : Steve Kozari, Kelly Sutherland Trent Knorr, Pierre Racicot |
| 36 min           | Pénalités        | 6 min               | | Arbitrage : Steve Kozari, Kelly Sutherland Trent Knorr, Pierre Racicot |
| 21               | Tirs             | 40                  | | Arbitrage : Steve Kozari, Kelly Sutherland Trent Knorr, Pierre Racicot |

| 21 mai | Saint-Louis | 5-1 (2-0, 1-1, 2-0) | San José | Enterprise Center 18 684 spectateurs |

| Feuille de match | Feuille de match | Feuille de match        | Feuille de match                        | Feuille de match                                                   |
| ---------------- | --- | ----------------------- | --------------------------------------- | ------------------------------------------------------------------ |
|                  | Perron (Blais, O'Reilly) — 1 min 32 s Tarassenko (Parayko, O'Reilly) — 16 min 16 s (SN) Schenn (Pietrangelo, Thomas) — 32 min 47 s (SN) Bozak (Perron, O'Reilly) — 53 min 5 s Barbachiov (Sundqvist) — 57 min 45 s (CV) | 1-0 2-0 2-1 3-1 4-1 5-1 | Gambrell (Donskoi, Jones) — 26 min 40 s | Arbitrage : Francis Charron, Gord Dwyer Derek Amell, Scott Cherrey |
| Binnington       | Gardiens | Jones                   |                                         | Arbitrage : Francis Charron, Gord Dwyer Derek Amell, Scott Cherrey |
| 2 min            | Pénalités | 4 min                   |                                         | Arbitrage : Francis Charron, Gord Dwyer Derek Amell, Scott Cherrey |
| 19               | Tirs | 26                      |                                         | Arbitrage : Francis Charron, Gord Dwyer Derek Amell, Scott Cherrey |

### Finale de la Coupe Stanley
| 27 mai | Boston | 4-2 (0-1, 2-1, 2-0) | Saint-Louis | TD Garden 17 565 spectateurs |

| Feuille de match | Feuille de match | Feuille de match        | Feuille de match                                                         | Feuille de match                                                         |
| ---------------- | --- | ----------------------- | ------------------------------------------------------------------------ | ------------------------------------------------------------------------ |
|                  | Clifton (Kuraly, Nordström) — 22 min 16 s McAvoy — 32 min 41 s (SN) Kuraly (Acciari, Chára) — 45 min 21 s Marchand — 58 min 11 s (CV) | 0-1 0-2 1-2 2-2 3-2 4-2 | Schenn (Schwartz, Bouwmeester) — 7 min 23 s Tarassenko (Schenn) — 21 min | Arbitrage : Steve Kozari, Kelly Sutherland Pierre Racicot, Greg Devorski |
| Rask             | Gardiens | Binnington              |                                                                          | Arbitrage : Steve Kozari, Kelly Sutherland Pierre Racicot, Greg Devorski |
| 4 min            | Pénalités | 10 min                  |                                                                          | Arbitrage : Steve Kozari, Kelly Sutherland Pierre Racicot, Greg Devorski |
| 38               | Tirs | 20                      |                                                                          | Arbitrage : Steve Kozari, Kelly Sutherland Pierre Racicot, Greg Devorski |

| 29 mai | Boston | 2-3 (pr) (2-2, 0-0, 0-0, 0-1) | Saint-Louis | TD Garden 17 565 spectateurs |

| Feuille de match | Feuille de match                                                             | Feuille de match    | Feuille de match | Feuille de match                                                |
| ---------------- | ---------------------------------------------------------------------------- | ------------------- | --- | --------------------------------------------------------------- |
|                  | Coyle (DeBrusk, Pastrňák) — 4 min 44 s (SN) Nordström (Kuraly) — 10 min 17 s | 1-0 1-1 2-1 2-2 2-3 | Bortuzzo (Bozak, Gunnarsson) — 9 min 37 s Tarassenko (Schwartz) — 14 min 55 s Gunnarsson (O'Reilly, Sundqvist) — 63 min 51 s | Arbitrage : Chris Rooney, Gord Dwyer Derek Amell, Scott Cherrey |
| Rask             | Gardiens                                                                     | Binnington          | | Arbitrage : Chris Rooney, Gord Dwyer Derek Amell, Scott Cherrey |
| 6 min            | Pénalités                                                                    | 10 min              | | Arbitrage : Chris Rooney, Gord Dwyer Derek Amell, Scott Cherrey |
| 23               | Tirs                                                                         | 37                  | | Arbitrage : Chris Rooney, Gord Dwyer Derek Amell, Scott Cherrey |

| 1er juin | Saint-Louis | 2-7 (0-3, 1-2, 1-2) | Boston | Enterprise Center 18 789 spectateurs |

| Feuille de match                             | Feuille de match                                                                      | Feuille de match                    | Feuille de match | Feuille de match                                                         |
| -------------------------------------------- | ------------------------------------------------------------------------------------- | ----------------------------------- | --- | ------------------------------------------------------------------------ |
|                                              | Barbachiov (Sanford, Steen) — 31 min 5 s Parayko (O'Reilly, Bozak) — 45 min 24 s (SN) | 0-1 0-2 0-3 0-4 1-4 1-5 2-5 2-6 2-7 | Bergeron (Krug, DeBrusk) — 10 min 47 s (SN) Coyle (Johansson, Heinen) — 17 min 40 s Kuraly (Nordström) — 19 min 50 s Pastrňák (Krug, Bergeron) — 20 min 41 s (SN) Krug (Marchand, Bergeron) — 32 min 12 s (SN) Acciari (Nordström, Coyle) — 58 min 12 s (CV) Johansson (Krug, Clifton) — 58 min 35 s (SN) | Arbitrage : Steve Kozari, Kelly Sutherland Greg Devorski, Pierre Racicot |
| Binnington (32 min 12 s) Allen (24 min 28 s) | Gardiens                                                                              | Rask                                | | Arbitrage : Steve Kozari, Kelly Sutherland Greg Devorski, Pierre Racicot |
| 14 min                                       | Pénalités                                                                             | 16 min                              | | Arbitrage : Steve Kozari, Kelly Sutherland Greg Devorski, Pierre Racicot |
| 29                                           | Tirs                                                                                  | 24                                  | | Arbitrage : Steve Kozari, Kelly Sutherland Greg Devorski, Pierre Racicot |

| 3 juin | Saint-Louis | 4-2 (2-1, 0-1, 2-0) | Boston | Enterprise Center 18 805 spectateurs |

| Feuille de match | Feuille de match | Feuille de match        | Feuille de match                                                     | Feuille de match                                                  |
| ---------------- | --- | ----------------------- | -------------------------------------------------------------------- | ----------------------------------------------------------------- |
|                  | O'Reilly (Sanford, Dunn) — 43 s Tarassenko (Pietrangelo, Schenn) — 15 min 30 s O'Reilly (Pietrangelo, Gunnarsson) — 50 min 38 s Schenn — 58 min 31 s (CV) | 1-0 1-1 2-1 2-2 3-2 4-2 | Coyle (Chára) — 13 min 14 s Carlo (Bergeron, Marchand) — 34 min 19 s | Arbitrage : Chris Rooney, Gordon Dwyer Derek Amell, Scott Cherrey |
| Binnington       | Gardiens | Rask                    |                                                                      | Arbitrage : Chris Rooney, Gordon Dwyer Derek Amell, Scott Cherrey |
| 6 min            | Pénalités | 8 min                   |                                                                      | Arbitrage : Chris Rooney, Gordon Dwyer Derek Amell, Scott Cherrey |
| 38               | Tirs | 23                      |                                                                      | Arbitrage : Chris Rooney, Gordon Dwyer Derek Amell, Scott Cherrey |

| 6 juin | Boston | 1-2 (0-0, 0-1, 1-1) | Saint-Louis | TD Garden 17 565 spectateurs |

| Feuille de match | Feuille de match             | Feuille de match | Feuille de match                                                                     | Feuille de match                                                         |
| ---------------- | ---------------------------- | ---------------- | ------------------------------------------------------------------------------------ | ------------------------------------------------------------------------ |
|                  | DeBrusk (Krug) — 53 min 32 s | 0-1 0-2 1-2      | O'Reilly (Sanford, Pietrangelo) — 20 min 55 s Perron (O'Reilly, Bozak) — 50 min 36 s | Arbitrage : Steve Kozari, Kelly Sutherland Greg Devorski, Pierre Racicot |
| Rask             | Gardiens                     | Binnington       |                                                                                      | Arbitrage : Steve Kozari, Kelly Sutherland Greg Devorski, Pierre Racicot |
| 2 min            | Pénalités                    | 6 min            |                                                                                      | Arbitrage : Steve Kozari, Kelly Sutherland Greg Devorski, Pierre Racicot |
| 39               | Tirs                         | 21               |                                                                                      | Arbitrage : Steve Kozari, Kelly Sutherland Greg Devorski, Pierre Racicot |

| 9 juin | Saint-Louis | 1-5 (0-1, 0-0, 1-4) | Boston | Enterprise Center 18 890 spectateurs |

| Feuille de match | Feuille de match                            | Feuille de match        | Feuille de match | Feuille de match                                                  |
| ---------------- | ------------------------------------------- | ----------------------- | --- | ----------------------------------------------------------------- |
|                  | O'Reilly (Pietrangelo, Perron) — 52 min 1 s | 0-1 0-2 0-3 1-3 1-4 1-5 | Marchand (Pastrňák, Krug) — 8 min 40 s (SN) Carlo (DeBrusk) — 42 min 31 s Kuhlman (Krejčí) — 50 min 15 s Pastrňák (Marchand, Kuraly) — 54 min 6 s Chára — 57 min 41 s (CV) | Arbitrage : Gordon Dwyer, Chris Rooney Derek Amell, Scott Cherrey |
| Binnington       | Gardiens                                    | Rask                    | | Arbitrage : Gordon Dwyer, Chris Rooney Derek Amell, Scott Cherrey |
| 20 min           | Pénalités                                   | 10 min                  | | Arbitrage : Gordon Dwyer, Chris Rooney Derek Amell, Scott Cherrey |
| 29               | Tirs                                        | 32                      | | Arbitrage : Gordon Dwyer, Chris Rooney Derek Amell, Scott Cherrey |

| 12 juin | Boston | 1-4 (0-2, 0-0, 1-2) | Saint-Louis | TD Garden 17 565 spectateurs |

| Feuille de match | Feuille de match                | Feuille de match    | Feuille de match | Feuille de match                                                  |
| ---------------- | ------------------------------- | ------------------- | --- | ----------------------------------------------------------------- |
|                  | Grzelcyk (Krejčí) — 57 min 50 s | 0-1 0-2 0-3 0-4 1-4 | O'Reilly (Bouwmeester, Pietrangelo) — 16 min 47 s Pietrangelo (Schwartz) — 19 min 52 s Schenn (Tarassenko, Schwartz) — 51 min 25 s Sanford (Perron, O'Reilly) — 55 min 22 s | Arbitrage : Gordon Dwyer, Chris Rooney Scott Cherrey, Derek Amell |
| Rask             | Gardiens                        | Binnington          | | Arbitrage : Gordon Dwyer, Chris Rooney Scott Cherrey, Derek Amell |
| 0 min            | Pénalités                       | 2 min               | | Arbitrage : Gordon Dwyer, Chris Rooney Scott Cherrey, Derek Amell |
| 33               | Tirs                            | 20                  | | Arbitrage : Gordon Dwyer, Chris Rooney Scott Cherrey, Derek Amell |

## Effectif champion
La liste ci-dessous présente l'ensemble des personnalités ayant le droit de faire partie de l'effectif officiel champion de la Coupe Stanley. Pour être listés parmi les vainqueurs de la coupe et avoir leur nom gravé sur celle-ci, les joueurs doivent avoir participé, avec l'équipe gagnante, au minimum à 41 des rencontres de la saison régulière ou une rencontre de la finale des séries éliminatoires. En plus des joueurs, des membres de la franchise ont également leur nom sur la Coupe. Au total, 52 membres de l'équipe ont leur nom gravé sur la Coupe Stanley.
- Joueurs : Jake Allen, Ivan Barbachiov, Jordan Binnington, Samuel Blais, Jay Bouwmeester, Robert Bortuzzo, Tyler Bozak, Michael Del Zotto, Vince Dunn, Joel Edmundson, Robby Fabbri, Carl Gunnarsson, Patrick Maroon, Ryan O'Reilly, Colton Parayko, David Perron, Alex Pietrangelo, Zach Sanford, Brayden Schenn, Jaden Schwartz, Alexander Steen, Oskar Sundqvist, Vladimir Tarassenko, Robert Thomas.
- Membres de l'organisation : David Alexander, Bill Armstrong, Doug Armstrong, Ray Barile, Craig Berube, Mike Caruso, Rob DiMaio, Andrew Dvorak, Joel Farnsworth, Tomy Feltrin, Sean Ferrell, Dustin Flymm, Rich Jankowski, Rick Matthews, Kevin McDonald, Dan Ginnel, Al MacInnis, Ryan Miller, Steve Ott, Eric Renagham, Larry Robinson, Steve Squier, Tom Stillman, David Taylor (hockey sur glace), Tim Taylor, Mike Van Ryn, Jan Vopat, Chris Zimmerman.

## Statistiques

### Meilleurs pointeurs
| Joueur              | Équipe      | PJ | B  | A  | Pts | +/- | Pun |
| ------------------- | ----------- | -- | -- | -- | --- | --- | --- |
| Brad Marchand       | Boston      | 24 | 9  | 14 | 23  | +4  | 14  |
| Ryan O'Reilly       | Saint-Louis | 26 | 8  | 15 | 23  | +2  | 4   |
| Logan Couture       | San José    | 20 | 14 | 6  | 20  | +3  | 6   |
| Jaden Schwartz      | Saint-Louis | 26 | 12 | 8  | 20  | +9  | 2   |
| David Pastrňák      | Boston      | 24 | 9  | 10 | 19  | 0   | 4   |
| Alex Pietrangelo    | Saint-Louis | 26 | 3  | 16 | 19  | +5  | 12  |
| Torey Krug          | Boston      | 24 | 2  | 16 | 18  | +4  | 10  |
| Vladimir Tarassenko | Saint-Louis | 26 | 11 | 6  | 17  | -5  | 4   |
| Patrice Bergeron    | Boston      | 24 | 9  | 8  | 17  | +4  | 12  |
| Charlie Coyle       | Boston      | 24 | 9  | 7  | 16  | +8  | 12  |

### Meilleurs gardiens
| Joueur            | Équipe      | PJ | V  | D  | BC | %Arr | Moy  | BL | Min      |
| ----------------- | ----------- | -- | -- | -- | -- | ---- | ---- | -- | -------- |
| Jordan Binnington | Saint-Louis | 26 | 16 | 10 | 64 | 91,4 | 2,46 | 1  | 1559 min |
| Tuukka Rask       | Boston      | 24 | 15 | 9  | 49 | 93,4 | 2,02 | 2  | 1458 min |
| Martin Jones      | San José    | 20 | 10 | 9  | 58 | 89,8 | 3,02 | 0  | 1153 min |
| Ben Bishop        | Dallas      | 13 | 7  | 6  | 30 | 93,3 | 2,22 | 0  | 810 min  |
| Philipp Grubauer  | Colorado    | 12 | 7  | 5  | 28 | 92,5 | 2,30 | 1  | 731 min  |

### Feuilles de match
Les feuilles de match sont issues du site officiel en français de la Ligue nationale de hockey : http://www.nhl.com

#### Quarts de finale d'association
1. ↑  Tampa Bay-Columbus - 10/04/2019
2. ↑  Tampa Bay-Columbus - 12/04/2019
3. ↑  Columbus-Tampa Bay - 14/04/2019
4. ↑  Columbus-Tampa Bay - 16/04/2019
5. ↑  Boston-Toronto - 11/04/2019
6. ↑  Boston-Toronto - 13/04/2019
7. ↑  Toronto-Boston - 15/04/2019
8. ↑  Toronto-Boston - 17/04/2019
9. ↑  Boston-Toronto - 19/04/2019
10. ↑  Toronto-Boston - 21/04/2019
11. ↑  Boston-Toronto - 23/04/2019
12. ↑  Washington-Caroline - 11/04/2019
13. ↑  Washington-Caroline - 13/04/2019
14. ↑  Caroline-Washington - 15/04/2019
15. ↑  Caroline-Washington - 18/04/2019
16. ↑  Washington-Caroline - 20/04/2019
17. ↑  Caroline-Washington - 22/04/2019
18. ↑  Washington-Caroline - 24/04/2019
19. ↑  New York-Pittsburgh - 10/04/2019
20. ↑  New York-Pittsburgh - 12/04/2019
21. ↑  Pittsburgh-New York - 14/04/2019
22. ↑  Pittsburgh-New York - 16/04/2019
23. ↑  Nashville-Dallas - 10/04/2019
24. ↑  Nashville-Dallas - 13/04/2019
25. ↑  Dallas-Nashville - 15/04/2019
26. ↑  Dallas-Nashville - 17/04/2019
27. ↑  Nashville-Dallas - 20/04/2019
28. ↑  Dallas-Nashville - 22/04/2019
29. ↑  Winnipeg-Saint-Louis - 10/04/2019
30. ↑  Winnipeg-Saint-Louis - 12/04/2019
31. ↑  Saint-Louis-Winnipeg - 14/04/2019
32. ↑  Saint-Louis-Winnipeg - 16/04/2019
33. ↑  Winnipeg-Saint-Louis - 18/04/2019
34. ↑  Saint-Louis-Winnipeg - 20/04/2019
35. ↑  Calgary-Colorado - 11/04/2019
36. ↑  Calgary-Colorado - 13/04/2019
37. ↑  Colorado-Calgary - 15/04/2019
38. ↑  Colorado-Calgary - 17/04/2019
39. ↑  Calgary-Colorado - 19/04/2019
40. ↑  San José-Vegas - 10/04/2019
41. ↑  San José-Vegas - 12/04/2019
42. ↑  Vegas-San José - 14/04/2019
43. ↑  Vegas-San José - 16/04/2019
44. ↑  San José-Vegas - 18/04/2019
45. ↑  Vegas-San José - 21/04/2019
46. ↑  San José-Vegas - 23/04/2019

#### Demi-finales d'association
1. ↑  Boston-Columbus - 27/04/2019
2. ↑  Boston-Columbus - 27/04/2019
3. ↑  Columbus-Boston - 30/04/2018
4. ↑  Columbus-Boston - 02/05/2019
5. ↑  Boston-Columbus - 04/05/2019
6. ↑  Columbus-Boston - 04/05/2019
7. ↑  New York-Caroline - 26/04/2019
8. ↑  New York-Caroline - 26/04/2019
9. ↑  Caroline-New York - 01/05/2019
10. ↑  Caroline-New York - 01/05/2019
11. ↑  Saint-Louis-Dallas - 25/04/2019
12. ↑  Saint-Louis-Dallas - 27/04/2019
13. ↑  Dallas-Saint-Louis - 29/04/2019
14. ↑  Dallas-Saint-Louis - 01/05/2019
15. ↑  Saint-Louis-Dallas - 03/05/2019
16. ↑  Dallas-Saint-Louis - 05/05/2019
17. ↑  Saint-Louis-Dallas - 07/05/2019
18. ↑  San José-Colorado - 26/04/2019
19. ↑  San José-Colorado - 28/04/2019
20. ↑  Colorado-San José - 30/04/2019
21. ↑  Colorado-San José - 02/05/2019
22. ↑  San José-Colorado - 04/05/2019
23. ↑  Colorado-San José - 06/05/2019
24. ↑  San José-Colorado - 08/05/2019

#### Finales d'association
1. ↑  Boston-Caroline - 09/05/2019
2. ↑  Boston-Caroline - 12/05/2019
3. ↑  Caroline-Boston - 14/05/2019
4. ↑  Caroline-Boston - 16/05/2019
5. ↑  San José-Saint-Louis - 11/05/2019
6. ↑  San José-Saint-Louis - 13/05/2019
7. ↑  Saint-Louis-San José - 15/05/2019
8. ↑  Saint-Louis-San José - 17/05/2019
9. ↑  San José-Saint-Louis - 19/05/2019
10. ↑  Saint-Louis-San José - 21/05/2019

#### Finale
1. ↑  Boston-Saint-Louis - 27/05/2019
2. ↑  Boston-Saint-Louis - 29/05/2019
3. ↑  Saint-Louis-Boston - 01/06/2019
4. ↑  Saint-Louis-Boston - 03/06/2019
5. ↑  Boston-Saint-Louis - 06/06/2019
6. ↑  Saint-Louis-Boston - 09/06/2019
7. ↑  Boston-Saint-Louis - 12/06/2019